# Lista monumentelor istorice din județul Hunedoara

Simbol utilizat în România pentru monumentele istorice

Lista monumentelor istorice din județul Hunedoara cuprinde monumentele istorice din județul Hunedoara înscrise în Patrimoniul cultural național al României. Lista completă este menținută și actualizată periodic de către Ministerul Culturii, Cultelor și Patrimoniului Național din România, ultima versiune datând din 2015.

| Cod LMI                                            | Denumire | Localitate                                                                          | Localizare | Datare, Creatori                                                    | Imagine               | Erori             |
| -------------------------------------------------- | --- | ----------------------------------------------------------------------------------- | --- | ------------------------------------------------------------------- | --------------------- | ----------------- |
| HD-I-s-B-03149 (RAN: 86696.01)                     | Situl arheologic de la Deva, punct „Dealul Cetății”                                                                                      | municipiul Deva                                                                     | „Dealul Cetății”, versantul de S al dealului 46.03646°N 23.10118°E |                                                                     |                       | Raportează eroare |
| HD-I-m-B-03149.01 (RAN: 86696.01.03)               | Așezare | municipiul Deva                                                                     | „Dealul Cetății”, pe versantul S al dealului 46.03646°N 23.10118°E | Hallstatt                                                           | Încarcă foto \| video | Raportează eroare |
| HD-I-m-B-03149.02 (RAN: 86696.01.02)               | Așezare | municipiul Deva                                                                     | „Dealul Cetății”, pe versantul S al dealului 46.03646°N 23.10118°E | Epoca bronzului, Cultura Wietenberg                                 | Încarcă foto \| video | Raportează eroare |
| HD-I-m-B-03149.03 (RAN: 86696.01.01, 86696.01.06)  | Așezare | municipiul Deva                                                                     | „Dealul Cetății”, pe versantul S al dealului 46.03646°N 23.10118°E | Neolitic, Cultura dacică                                            | Încarcă foto \| video | Raportează eroare |
| HD-I-s-B-03150 (RAN: 86767.01)                     | Situl arheologic de la Almașu Sec | sat Almașu Sec; comuna Cârjiți                                                      | |                                                                     | Încarcă foto \| video | Raportează eroare |
| HD-I-m-B-03150.01 (RAN: 86767.01.01)               | Așezare | sat Almașu Sec; comuna Cârjiți                                                      | 45.85001°N 22.84966°E | Epoca bronzului                                                     | Încarcă foto \| video | Raportează eroare |
| HD-I-m-B-03150.02 (RAN: 86767.01.02)               | Așezare | sat Almașu Sec; comuna Cârjiți                                                      | 45.85001°N 22.84966°E | Epoca eneolitică                                                    | Încarcă foto \| video | Raportează eroare |
| HD-I-s-A-03151 (RAN: 87870.01)                     | Situl arheologic de la Ardeu, punct „Dealul Cetățuia”                                                                                    | sat Ardeu; comuna Balșa                                                             | „Dealul Cetățuia”, la 1 km S de localitate 46.01714°N 23.14531°E |                                                                     | Încarcă foto \| video | Raportează eroare |
| HD-I-m-A-03151.01 (RAN: 87870.01.04)               | Așezare fortificată | sat Ardeu; comuna Balșa                                                             | „Dealul Cetățuia” 46.01714°N 23.14531°E | Epoca medievală                                                     | Încarcă foto \| video | Raportează eroare |
| HD-I-m-A-03151.02 (RAN: 87870.01.02)               | Așezare fortificată | sat Ardeu; comuna Balșa                                                             | „Dealul Cetățuia” 46.01713°N 23.14531°E | Epoca dacică                                                        | Încarcă foto \| video | Raportează eroare |
| HD-I-m-A-03151.03 (RAN: 87870.01.01, 87870.01.03)  | Așezare | sat Ardeu; comuna Balșa                                                             | „Dealul Cetățuia”, la 2 km S de sat pe valea Geoagiului 46.01714°N 23.14531°E | Epoca bronzului                                                     | Încarcă foto \| video | Raportează eroare |
| HD-I-s-B-03152                                     | Locul bătăliei de la „Câmpul Pâinii” | sat Aurel Vlaicu; oraș Geoagiu                                                      | „Câmpul Pâinii”, la 3 km E de sat | 1479                                                                | Încarcă foto \| video | Raportează eroare |
| HD-I-s-B-03153 (RAN: 87852.01)                     | Așezare | sat Balșa; comuna Balșa                                                             | peștera din Valea Șuncuiușului, între Balșa și Mada | Epoca bronzului                                                     | Încarcă foto \| video | Raportează eroare |
| HD-I-s-B-03154 (RAN: 88001.02, 88001.01)           | Situl arheologic de la Baru, punct „Înălțimea Comărnicel”                                                                                | comuna Orăștioara de Sus și municipiul Petroșani                                    | „Înălțimea Comărnicel” | Epoca romană                                                        | Încarcă foto \| video | Raportează eroare |
| HD-I-m-B-03154.01 (RAN: 88001.02.01)               | Castrul roman de pământ 1 | comuna Orăștioara de Sus                                                            | „Înălțimea Comărnicel”, altitudinea 1896 m 45.53332°N 23.51665°E | Epoca romană                                                        | Încarcă foto \| video | Raportează eroare |
| HD-I-m-B-03154.02 (RAN: 88001.01.01)               | Castrul roman de pământ 2 | comuna Orăștioara de Sus și municipiul Petroșani                                    | „Înălțimea Comărnicel”, la cca. 500 m S, la cca. 1800 m altitudine | Epoca romană                                                        | Încarcă foto \| video | Raportează eroare |
| HD-I-s-B-03155 (RAN: 88001.03)                     | Castru roman | comuna Orăștioara de Sus                                                            | „La Fântână” („La Gruișor”) 45.54894°N 23.23749°E | Epoca romană                                                        | Încarcă foto \| video | Raportează eroare |
| HD-I-s-A-03156 (RAN: 87255.01)                     | Cetatea dacică de la Bănița | sat Bănița; comuna Bănița                                                           | „Dealul Bolii” 45.448°N 23.2666°E |                                                                     | Încarcă foto \| video | Raportează eroare |
| HD-I-m-A-03156.01 (RAN: 87255.01.02)               | Fortificație | sat Bănița; comuna Bănița                                                           | „Dealul Bolii”, cartier situat la 902 m altitudine | Epoca medievală timpurie                                            | Încarcă foto \| video | Raportează eroare |
| HD-I-m-A-03156.02 (RAN: 87255.01.01)               | Cetatea Bănița | sat Bănița; comuna Bănița                                                           | „Dealul Bolii”, cartier situat la 902 m altitudine | sec. II a. Chr. - sec. I p. Chr., Epoca dacică, Cultura dacică      | Încarcă foto \| video | Raportează eroare |
| HD-I-s-A-03157 (RAN: 87255.02)                     | Castru roman | sat Bănița; comuna Bănița                                                           | Platoul „Jigorul Mare”, la 1501 m altitudine 45.54563°N 23.3184°E | Epoca romană                                                        | Încarcă foto \| video | Raportează eroare |
| HD-I-s-B-03158 (RAN: 88662.01)                     | Villa rustica | sat Bățălar; comuna Bretea Română                                                   | 46.17309°N 23.03736°E | Epoca romană                                                        | Încarcă foto \| video | Raportează eroare |
| HD-I-s-B-03159 (RAN: 88270.01)                     | Tumuli | sat Beriu; comuna Beriu                                                             | „Gorganele”, în hotarul satului, spre Tămășasa, la 7 km de municipiul Orăștie, pe Valea Orăștiei |                                                                     | Încarcă foto \| video | Raportează eroare |
| HD-I-s-B-03160 (RAN: 91367.01)                     | Așezare | sat Boholt; comuna Șoimuș                                                           | „La Ciuta”, pe o colină a satului Boholt, din terasa Boholtului | Epoca bronzului                                                     | Încarcă foto \| video | Raportează eroare |
| HD-I-s-B-03161 (RAN: 90690.01)                     | Așezare | sat Boiu; comuna Rapoltu Mare                                                       | „Măgulicea”, pe coastele de SSV și NV ale satului Boiu, pe Valea Mureșului 45.90356°N 23.14887°E | Epoca bronzului                                                     | Încarcă foto \| video | Raportează eroare |
| HD-I-s-A-03164 (RAN: 91072.02)                     | Așezare | sat Breazova; comuna Sarmizegetusa                                                  | Pe drumul spre Poieni, pe Valea Breazovei | Epoca romană                                                        | Încarcă foto \| video | Raportează eroare |
| HD-I-s-B-03165 (RAN: 89883.01)                     | Așezare fortificată | sat Bretea Mureșană; comuna Ilia                                                    | „Măgura”, între Bretea Mureșană și Brănișca, pe malul drept al Mureșului | sec. I a. Chr.-I p. Chr., Latène, Cultura dacică                    | Încarcă foto \| video | Raportează eroare |
| HD-I-s-A-03166 (RAN: 90360.01)                     | Așezare fortificată | sat Bucium; comuna Orăștioara de Sus                                                | „Cărpeniș”, între satul Bucium și Orăștioara de Sus, pe malul drept al apei orașului, în dreptul castrului roman 45.75531°N 23.18417°E | Epoca dacică                                                        | Încarcă foto \| video | Raportează eroare |
| HD-I-s-A-03167 (RAN: 90360.02)                     | Așezare | sat Bucium; comuna Orăștioara de Sus                                                | „Valea Țiganilor”, la 100 m SSE de confluența Văii Țiganilor cu Valea Muchii | Epoca dacică                                                        | Încarcă foto \| video | Raportează eroare |
| HD-I-s-A-03168 (RAN: 90360.03)                     | Castru | sat Bucium; comuna Orăștioara de Sus                                                | „Piatra Grădiștii”, la NE de vârful Glemea, lângă râul Orăștie 45.73333°N 23.16666°E | sec. II - III p. Chr., Epoca romană                                 | Încarcă foto \| video | Raportează eroare |
| HD-I-s-A-03169 (RAN: 87433.01)                     | Situl arheologic „Ad Aquae” | oraș Călan                                                                          | „Aquae”, la 3 km N de oraș, în cartierul Aquae 45.75406°N 23.00632°E | sec. II - III p. Chr., Epoca romană                                 |                       | Raportează eroare |
| HD-I-s-B-03170 (RAN: 89749.01)                     | Fortificație | sat Câmpuri-Surduc; comuna Gurasada                                                 | „La Mănăstire”, la N de sat | sec. I a. Chr. - II p. Chr., Epoca geto-dacică, Cultura dacică      | Încarcă foto \| video | Raportează eroare |
| HD-I-s-B-03171 (RAN: 88485.01)                     | Villa rustica | sat Chitid; comuna Boșorod                                                          | „Pleșa”, versantul de S al colinei, pe Valea Chitidului | Epoca romană                                                        | Încarcă foto \| video | Raportează eroare |
| HD-I-s-A-03172 (RAN: 89570.03)                     | Castru | sat Cigmău; oraș Geoagiu                                                            | „Cetatea Urieșului”, pe prima terasă a Mureșului, pe platoul Turiac 45.89387°N 23.19025°E | sec. II - III p. Chr.                                               | Alte imagini          | Raportează eroare |
| HD-I-s-B-03173 (RAN: 86954.01)                     | Villa rustica | sat Cinciș-Cerna; comuna Teliucu Inferior                                           | „La Popeasca”, pe o terasă a Cernei, la 1 km S de sat 45.68791°N 22.87013°E | sec. II - III p. Chr.                                               | Încarcă foto \| video | Raportează eroare |
| HD-I-s-B-03174 (RAN: 86954.02)                     | Necropolă tumulară | sat Cinciș-Cerna; comuna Teliucu Inferior                                           | „La Țelină”, pe o terasă a Cernei, la N de punctul „Popeasca” | sec. II-III p. Chr.                                                 | Încarcă foto \| video | Raportează eroare |
| HD-I-s-A-03175 (RAN: 88494.01)                     | Fortificația dacică de la Cioclovina | sat Cioclovina; comuna Boșorod                                                      | La SE de localitate, între dealul Mesteacănului și vârful lui Vârfete | înc. sec. II p. Chr.                                                | Încarcă foto \| video | Raportează eroare |
| HD-I-s-A-03176 (RAN: 88494.02)                     | Așezare | sat Cioclovina; comuna Boșorod                                                      | „Peștera Mare”; „Peștera de Apă”; „Troianu”, 1 - la 1,5 km de sat; 2 - la 100 m mai sus; 3 - la E de 1 și la 2,5 km de Piatra Roșie | Paleolitic mijlociu                                                 | Încarcă foto \| video | Raportează eroare |
| HD-I-s-A-03177 (RAN: 90379.01)                     | Fortificație | sat Costești; comuna Orăștioara de Sus                                              | „Vârful Cetățuia”, pe malul stâng al Apei Grădiștei, la 2 km de sat, spre S | sec. II a. Chr. - II p. Chr., Epoca geto-dacică, Cultura dacică     | Alte imagini          | Raportează eroare |
| HD-I-m-A-03177.01                                  | Sanctuare | sat Costești; comuna Orăștioara de Sus                                              | „Vârful Cetățuia” 45.69403°N 23.16004°E | sec. II a. Chr. - sec. II p. Chr., Epoca geto-dacică                |                       | Raportează eroare |
| HD-I-s-A-03178 (RAN: 90379.02)                     | Cetatea dacică de la Costești, punct „Cetățuia Înaltă”                                                                                   | sat Costești; comuna Orăștioara de Sus                                              | „Cetățuia Înaltă” 45.67992°N 23.15402°E | sec. I a. Chr. - II p. Chr., Latène                                 | Alte imagini          | Raportează eroare |
| HD-I-m-A-03178.01 (RAN: 90379.02.01)               | Fortificație | sat Costești; comuna Orăștioara de Sus                                              | „Cetățuia Înaltă”, dincolo de Valea Sasului 45.67586°N 23.15495°E | sec. I a. Chr. - II p. Chr., Latène, Cultura dacică                 |                       | Raportează eroare |
| HD-I-m-A-03178.02 (RAN: 90379.02.02)               | Zid de apărare | sat Costești; comuna Orăștioara de Sus                                              | „Cetățuia Înaltă”, dincolo de Valea Sasului 45.67586°N 23.15495°E | sec. I a. Chr. - II p. Chr., Latène                                 |                       | Raportează eroare |
| HD-I-m-A-03178.03 (RAN: 90379.02.03)               | Turn | sat Costești; comuna Orăștioara de Sus                                              | „Cetățuia Înaltă”, dincolo de Valea Sasului 45.67586°N 23.15495°E | sec. I a. Chr. - II p. Chr., Latène                                 | Încarcă foto \| video | Raportează eroare |
| HD-I-s-A-03179 (RAN: 90379.03)                     | Fortificația romană de la Costești | sat Costești; comuna Orăștioara de Sus                                              | „Grădiște” | înc. sec. II p. Chr.                                                | Încarcă foto \| video | Raportează eroare |
| HD-I-m-A-03179.01 (RAN: 90379.03.01)               | Fortificație | sat Costești; comuna Orăștioara de Sus                                              | „Grădiște”, la cota 405 m, pe panta de NV a „Cetățuii”, pe partea stângă a râului Apa Grădiștii 45.68495°N 23.16024°E | înc. sec. II p. Chr., Epoca romană                                  | Încarcă foto \| video | Raportează eroare |
| HD-I-m-A-03179.02 (RAN: 90379.03.02)               | Șanț de apărare | sat Costești; comuna Orăștioara de Sus                                              | „Grădiște”, la cota 405 m, pe panta de NV a „Cetățuii”, pe partea stângă a râului Apa Grădiștii 45.68495°N 23.16024°E | înc. sec. II p. Chr., Epoca romană                                  | Încarcă foto \| video | Raportează eroare |
| HD-I-s-A-03180 (RAN: 90379.04)                     | Castrul roman de la Costești | sat Costești-Deal; comuna Orăștioara de Sus                                         | „Prisaca”, la 1219 m altitudine, pe platforma Luncanilor, la SE de Costești 45.68774°N 23.21006°E | Epoca romană                                                        | Încarcă foto \| video | Raportează eroare |
| HD-I-s-B-03183 (RAN: 86696.02)                     | Fortificație | sat Cozia; comuna Cârjiți                                                           | Piscul „Piatra Coziei”, la 686 m altitudine, între satele Cozia și Herepeia 45.883°N 22.843°E | sec. II a. Chr. - sec. I p. Chr., Epoca geto-dacică, Cultura dacică | Alte imagini          | Raportează eroare |
| HD-I-s-B-03184 (RAN: 88136.01)                     | Situl arheologic de la Crăciunești, punct „Măgura” (la Șuri)                                                                             | sat Crăciunești; comuna Băița                                                       | „Măgura” (la Șuri) |                                                                     | Încarcă foto \| video | Raportează eroare |
| HD-I-m-B-03184.01 (RAN: 88136.01.03)               | Așezare | sat Crăciunești; comuna Băița                                                       | „Măgura” (la Șuri), masivul calcaros Măgura pe valea Căianului | Epoca medievală                                                     | Încarcă foto \| video | Raportează eroare |
| HD-I-m-B-03184.02 (RAN: 88136.01.02)               | Așezare | sat Crăciunești; comuna Băița                                                       | „Măgura” (la Șuri), masivul calcaros Măgura pe valea Căianului | Hallstatt                                                           | Încarcă foto \| video | Raportează eroare |
| HD-I-m-B-03184.03 (RAN: 88136.01.01)               | Așezare | sat Crăciunești; comuna Băița                                                       | „Măgura” (la Șuri), masivul calcaros Măgura pe valea Căianului | Epoca bronzului                                                     | Încarcă foto \| video | Raportează eroare |
| HD-I-s-B-03185 (RAN: 88298.01)                     | Așezare fortificată | sat Cucuiș; comuna Beriu                                                            | „Golu”, la cca. 1 km V de școala din sat, pe dreapta Văii Cucuișului | sec. I a. Chr. - I p. Chr., Epoca geto-dacică, Cultura dacică       | Încarcă foto \| video | Raportează eroare |
| HD-I-s-A-03186 (RAN: 89570.01)                     | Drum | oraș Geoagiu                                                                        | la NV de sat | sec. II - III p. Chr.                                               |                       | Raportează eroare |
| HD-I-s-A-03187 (RAN: 89632.01)                     | Așezarea romană de la Germisara | oraș Geoagiu                                                                        | | Epoca romană                                                        | Încarcă foto \| video | Raportează eroare |
| HD-I-m-A-03187.01 (RAN: 89632.01.01)               | Așezarea Germisara | oraș Geoagiu                                                                        | la V de orașul Geoagiu și la S de localitatea Geoagiu Băi | Epoca romană                                                        | Încarcă foto \| video | Raportează eroare |
| HD-I-m-A-03187.02 (RAN: 89632.01.02)               | Complexul de băi termale | oraș Geoagiu                                                                        | „Dâmbul Romanilor”, la V de actualul ștrand termal din Geoagiu Băi 45.8939°N 23.1903°E | Epoca romană                                                        | Alte imagini          | Raportează eroare |
| HD-I-s-B-03188 (RAN: 86892.01)                     | Cuptoare de reducere a minereului de fier                                                                                                | sat Ghelari; comuna Ghelari                                                         | „Valea Caselor”, în partea de NV a satului | sec. IX - XI                                                        | Încarcă foto \| video | Raportează eroare |
| HD-I-s-B-03189 (RAN: 92248.01)                     | Situl arheologic de la Godinești, punct „Peștera Mare”                                                                                   | sat Godinești; comuna Zam                                                           | „Peștera Mare” sau „Peștera de Sus” |                                                                     | Încarcă foto \| video | Raportează eroare |
| HD-I-m-B-03189.01 (RAN: 92248.01.01)               | Așezare | sat Godinești; comuna Zam                                                           | „Peștera Mare” sau „Peștera de Sus”, la hotarul satului, pe Valea Mureșului | Neolitic                                                            | Încarcă foto \| video | Raportează eroare |
| HD-I-m-B-03189.02 (RAN: 92248.01.02)               | Așezare | sat Godinești; comuna Zam                                                           | „Peștera Mare” sau „Peștera de Sus”, la hotarul satului, pe Valea Mureșului | Epoca bronzului, Cultura Coțofeni                                   | Încarcă foto \| video | Raportează eroare |
| HD-I-s-A-03190 (RAN: 90397.01)                     | Situl arheologic Sarmizegetusa, punct „Dealul Grădiștii”                                                                                 | sat Grădiștea de Munte; comuna Orăștioara de Sus                                    | „Dealul Grădiștii” 45.62205°N 23.31055°E |                                                                     | Alte imagini          | Raportează eroare |
| HD-I-m-A-03190.01 (RAN: 90397.01.05)               | Așezare | sat Grădiștea de Munte; comuna Orăștioara de Sus                                    | „Dealul Grădiștii”, pe un picior al „Muncelului”, la peste 1000 m altitudine 45.62206°N 23.31055°E | Epoca romană                                                        | Încarcă foto \| video | Raportează eroare |
| HD-I-m-A-03190.02 (RAN: 90397.01.04)               | Hambare | sat Grădiștea de munte; comuna Orăștioara de Sus                                    | „Dealul Grădiștii”, pe un picior al „Muncelului”, la peste 1000 m altitudine 45.62206°N 23.31055°E | Epoca romană                                                        | Încarcă foto \| video | Raportează eroare |
| HD-I-m-A-03190.03 (RAN: 90397.01.03)               | Zona sacră | sat Grădiștea de munte; comuna Orăștioara de Sus                                    | „Dealul Grădiștii” 45.66204°N 23.19488°E | Epoca geto-dacică                                                   |                       | Raportează eroare |
| HD-I-m-A-03190.04 (RAN: 90397.01.02)               | Așezare dacică Sarmizegetusa | sat Grădiștea de munte; comuna Orăștioara de Sus                                    | „Dealul Grădiștii”, pe un picior al „Muncelului”, la peste 1000 m altitudine 45.62206°N 23.31055°E | Epoca dacică                                                        | Încarcă foto \| video | Raportează eroare |
| HD-I-m-A-03190.05 (RAN: 90397.01.01)               | Cetatea Sarmizegetusa | sat Grădiștea de munte; comuna Orăștioara de Sus                                    | „Dealul Grădiștii”, pe un picior al „Muncelului”, la peste 1000 m altitudine 45.62206°N 23.31055°E | Latène, Cultura dacică                                              |                       | Raportează eroare |
| HD-I-s-B-03191 (RAN: 90397.02)                     | Așezare | sat Grădiștea de munte; comuna Orăștioara de Sus                                    | „Meleia”, versantul de SV al culmii, dinspre Valea Petrosului | Epoca dacică                                                        | Încarcă foto \| video | Raportează eroare |
| HD-I-s-B-03192 (RAN: 90397.03)                     | Așezare | sat Grădiștea de munte; comuna Orăștioara de Sus                                    | „Fața Cetei”, pe dreapta Văii Cetei, la NE de „Vârful lui Hulpe”, pe o prelungire a dealului Comărnicelul Cetei | Epoca dacică                                                        | Încarcă foto \| video | Raportează eroare |
| HD-I-s-A-03193 (RAN: 90397.04)                     | Situl arheologic de la Grădiștea de Munte, punct „Vârful lui Hulpe”                                                                      | sat Grădiștea de munte; comuna Orăștioara de Sus                                    | „Vârful lui Hulpe” |                                                                     | Încarcă foto \| video | Raportează eroare |
| HD-I-m-A-03193.01 (RAN: 90397.04.01)               | Fortificație | sat Grădiștea de munte; comuna Orăștioara de Sus                                    | „Vârful lui Hulpe”, un mamelon cu cota 902 m, la confluența Văii Anineșului cu pârâul Prelucilor 45.66448°N 23.27363°E | sec. I a. Chr.-I p. Chr., Cultura dacică                            | Încarcă foto \| video | Raportează eroare |
| HD-I-m-A-03193.02 (RAN: 90397.04.02)               | Turn | sat Grădiștea de munte; comuna Orăștioara de Sus                                    | „Vârful lui Hulpe”, un mamelon cu cota 902 m, la confluența Văii Anineșului cu pârâul Prelucilor 45.66448°N 23.27363°E | sec. I a. Chr.-I p. Chr., Latène, Cultura dacică                    | Încarcă foto \| video | Raportează eroare |
| HD-I-m-A-03193.03 (RAN: 90397.04.03)               | Zid | sat Grădiștea de munte; comuna Orăștioara de Sus                                    | „Vârful lui Hulpe”, un mamelon cu cota 902 m, la confluența Văii Anineșului cu pârâul Prelucilor 45.66448°N 23.27363°E | sec. I a. Chr.-I p. Chr., Latène, Cultura dacică                    | Încarcă foto \| video | Raportează eroare |
| HD-I-s-A-03194                                     | Situl arheologic de la Grădiștea de Munte, punct „Sub Cununi”                                                                            | sat Grădiștea de munte; comuna Orăștioara de Sus                                    | „Sub Cununi” |                                                                     | Încarcă foto \| video | Raportează eroare |
| HD-I-m-A-03194.01 (RAN: 90397.05.02)               | Așezare romană | sat Grădiștea de munte; comuna Orăștioara de Sus                                    | „Sub Cununi”, pe versantul SE al masivului Vârtoape | Epoca romană timpurie                                               | Încarcă foto \| video | Raportează eroare |
| HD-I-m-A-03194.02 (RAN: 90397.05.01)               | Așezare dacică | sat Grădiștea de munte; comuna Orăștioara de Sus                                    | „Sub Cununi”, pe versantul SE al masivului Vârtoape | Epoca dacică                                                        | Încarcă foto \| video | Raportează eroare |
| HD-I-s-A-03195 (RAN: 90397.06)                     | Fortificație romană de pământ de la Grădiștea de Munte                                                                                   | sat Grădiștea de munte; comuna Orăștioara de Sus                                    | „Vârful Muncel” | sf. sec. I p. Chr.                                                  | Încarcă foto \| video | Raportează eroare |
| HD-I-s-A-03196 (RAN: 90397.07)                     | Situl arheologic de la Grădiștea de Munte, punct „Masivul Fețele Albe”                                                                   | sat Grădiștea de munte; comuna Orăștioara de Sus                                    | „Masivul Fețele Albe”, pe terasele din al doilea punct și cele apropiate 45.62488°N 23.30581°E | sec. II a. Chr. - sec. II p. Chr., Cultura dacică                   |                       | Raportează eroare |
| HD-I-m-A-03196.01 (RAN: 90397.07.02)               | Sanctuar circular | sat Grădiștea de munte; comuna Orăștioara de Sus                                    | „Masivul Fețele Albe” 45.62489°N 23.30581°E | sec. II a. Chr. - sec. II p. Chr.                                   | Încarcă foto \| video | Raportează eroare |
| HD-I-s-A-03197 (RAN: 90397.08)                     | Așezare | sat Grădiștea de munte; comuna Orăștioara de Sus                                    | „Masivul Vârtoape”, în dreptul râului Grădiștea, aproximativ vis-a-vis de școala din sat, la cota 933 m, pe Valea Anineșului | sec. I a. Chr.-I p. Chr., Epoca geto-dacică, Cultura dacică         | Încarcă foto \| video | Raportează eroare |
| HD-I-s-B-03198 (RAN: 86829.03)                     | Situl arheologic de la Hunedoara, punct „Dealul Sânpetru”                                                                                | municipiul Hunedoara                                                                | „Dealul Sânpetru” 45.74606°N 22.88597°E |                                                                     |                       | Raportează eroare |
| HD-I-m-B-03198.01 (RAN: 86829.03.06)               | Așezare | municipiul Hunedoara                                                                | „Dealul Sânpetru”, între pârâul Zlaști și Cerna, deasupra castelului medieval al Corvinilor 45.74606°N 22.88597°E | Epoca medievală timpurie                                            | Încarcă foto \| video | Raportează eroare |
| HD-I-m-B-03198.02 (RAN: 86829.03.07)               | Așezare | municipiul Hunedoara                                                                | „Dealul Sânpetru”, între pârâul Zlaști și Cerna, deasupra castelului medieval al Corvinilor 45.74606°N 22.88597°E | Epoca romană                                                        | Încarcă foto \| video | Raportează eroare |
| HD-I-m-B-03198.03 (RAN: 86829.03.04)               | Așezare | municipiul Hunedoara                                                                | „Dealul Sânpetru”, între pârâul Zlaști și Cerna, deasupra castelului medieval al Corvinilor 45.74606°N 22.88597°E | Hallstatt                                                           | Încarcă foto \| video | Raportează eroare |
| HD-I-m-B-03198.04 (RAN: 86829.03.05)               | Așezare | municipiul Hunedoara                                                                | „Dealul Sânpetru”, între pârâul Zlaști și Cerna, deasupra castelului medieval al Corvinilor 45.74606°N 22.88597°E | Epoca dacică                                                        | Încarcă foto \| video | Raportează eroare |
| HD-I-m-B-03198.05 (RAN: 86829.03.02, 86829.03.03)  | Așezare | municipiul Hunedoara                                                                | „Dealul Sânpetru”, între pârâul Zlaști și Cerna, deasupra castelului medieval al Corvinilor 45.74606°N 22.88597°E | Epoca bronzului                                                     | Încarcă foto \| video | Raportează eroare |
| HD-I-m-B-03198.06 (RAN: 86829.03.01)               | Așezare | municipiul Hunedoara                                                                | „Dealul Sânpetru”, între pârâul Zlaști și Cerna, deasupra castelului medieval al Corvinilor 45.74606°N 22.88597°E | Neolitic                                                            | Încarcă foto \| video | Raportează eroare |
| HD-I-m-B-03198.07 (RAN: 86829.03.08)               | Așezare | municipiul Hunedoara                                                                | „Dealul Sânpetru”, între pârâul Zlaști și Cerna, deasupra castelului medieval al Corvinilor 45.74606°N 22.88597°E | Paleolitic                                                          | Încarcă foto \| video | Raportează eroare |
| HD-I-s-A-03200 (RAN: 88500.02)                     | Fortificație | sat Luncani (alun); comuna Boșorod                                                  | Dealul „Piatra Roșie”, la S de satul Boșorod, între Valea Luncanilor, Valea Roșie și Valea Stângului | sec. I a. Chr.-I p. Chr., Epoca geto-dacică, Cultura dacică         | Alte imagini          | Raportează eroare |
| HD-I-s-A-03201 (RAN: 90510.01)                     | Situl arheologic de la Nandru | sat Nandru; comuna Peștișu Mic                                                      | „Peștera Curată” și „Peștera Spurcată” 45.80608°N 22.81288°E |                                                                     | Încarcă foto \| video | Raportează eroare |
| HD-I-m-A-03201.01 (RAN: 90510.01.04)               | Așezare | sat Nandru; comuna Peștișu Mic                                                      | „Peștera Curată” și „Peștera Spurcată”, pe dealul Peșterii, pe valea râului Petae, prima lângă sat, a doua la cca. 180 m spre NE de prima 45.80608°N 22.81288°E | Epoca medievală                                                     | Încarcă foto \| video | Raportează eroare |
| HD-I-m-A-03201.02 (RAN: 90510.01.02)               | Așezare | sat Nandru; comuna Peștișu Mic                                                      | „Peștera Curată” și „Peștera Spurcată” 45.80608°N 22.81288°E | Neolitic                                                            | Încarcă foto \| video | Raportează eroare |
| HD-I-m-A-03201.03 (RAN: 90510.01.01)               | Așezare | sat Nandru; comuna Peștișu Mic                                                      | „Peștera Curată” și „Peștera Spurcată”, pe dealul Peșterii, pe valea râului Petae, prima lângă sat, a doua la cca. 180 m spre NE de prima 45.80608°N 22.81288°E | Paleolitic                                                          | Încarcă foto \| video | Raportează eroare |
| HD-I-s-A-03181 (RAN: 90379.05)                     | Foritificația dacică de la Costești, punct „Blidaru”                                                                                     | sat Ocolișu Mic; comuna Orăștioara de Sus                                           | „Blidaru” 45.66767°N 23.16278°E | sec. I a. Chr. - II p. Chr., Latène                                 | Alte imagini          | Raportează eroare |
| HD-I-m-A-03181.01 (RAN: 90379.05.01)               | Fortificație | sat Ocolișu Mic; comuna Orăștioara de Sus                                           | „Blidaru”, mamelon la 705 m altitudine, pe stânga apei Grădiștii, în amonte de Valea Faeragului, la cca. 4 km de cetatea de pe „Cetățuia” 45.66767°N 23.16278°E | sec. I a. Chr. - II p. Chr., Latène, Cultura dacică                 |                       | Raportează eroare |
| HD-I-m-A-03181.02 (RAN: 90379.05.02)               | Turn | sat Ocolișu Mic; comuna Orăștioara de Sus                                           | „Blidaru”, mamelon la 705 m altitudine, pe stânga apei Grădiștii, în amonte de Valea Faeragului, la cca. 4 km de cetatea de pe „Cetățuia” 45.66767°N 23.16278°E | sec. I a. Chr. - II p. Chr., Latène, Cultura dacică                 |                       | Raportează eroare |
| HD-I-m-A-03181.03 (RAN: 90379.05.03)               | Zid de apărare | sat Ocolișu Mic; comuna Orăștioara de Sus                                           | „Blidaru”, mamelon la 705 m altitudine, pe stânga apei Grădiștii, în amonte de Valea Faeragului, la cca. 4 km de cetatea de pe „Cetățuia” 45.66767°N 23.16278°E | sec. I a. Chr. - II p. Chr., Latène, Cultura dacică                 | Încarcă foto \| video | Raportează eroare |
| HD-I-s-A-03182 (RAN: 90379.06)                     | Turn | sat Ocolișu Mic; comuna Orăștioara de Sus                                           | „Poiana Perții”, terasa situată peversantul NV al Dealului Blidaru 45.66944°N 23.16126°E | sec. II a. Chr. - sec. I p. Chr., Latène, Cultura dacică            | Încarcă foto \| video | Raportează eroare |
| HD-I-s-A-03202 (RAN: 90609.01)                     | Situl arheologic de la Ohaba Ponor, punct „Peștera Bordu Mare”                                                                           | sat Ohaba Ponor; comuna Pui                                                         | „Peștera Bordu Mare”, pe dealul Bordu Mare, la SE de sat 45.51414°N 23.15388°E |                                                                     | Încarcă foto \| video | Raportează eroare |
| HD-I-m-A-03202.01 (RAN: 90609.01.02)               | Așezare | sat Ohaba Ponor; comuna Pui                                                         | „Peștera Bordu Mare”, pe dealul Bordu Mare, la SE de sat 45.51414°N 23.15388°E | Neolitic, Cultura Criș                                              | Încarcă foto \| video | Raportează eroare |
| HD-I-m-A-03202.02 (RAN: 90609.01.01)               | Așezare | sat Ohaba Ponor; comuna Pui                                                         | „Peștera Bordu Mare”, pe dealul Bordu Mare, la SE de sat 45.51414°N 23.15388°E | Paleolitic                                                          | Încarcă foto \| video | Raportează eroare |
| HD-I-s-B-03162 (RAN: 87308.02)                     | Situl arheologic „Treptele romane” | sat aparținător Ruda-Brad; municipiul Brad                                          | | sec. II - III p. Chr., Epoca romană                                 | Încarcă foto \| video | Raportează eroare |
| HD-I-s-A-03205 (RAN: 91063.01)                     | Colonia Ulpia Traiana Augusta Dacica Sarmizegetusa                                                                                       | sat Sarmizegetusa; comuna Sarmizegetusa                                             | 45.51722°N 22.78861°E | sec. II - III p. Chr.                                               | Alte imagini          | Raportează eroare |
| HD-I-s-B-03206 (RAN: 87674.01)                     | Situl arheologic de la Șăulești, punctele „La Vie” și „În Coastă”                                                                        | sat aparținător Șăulești; oraș Simeria                                              | „La Vie” și „În Coastă” |                                                                     | Încarcă foto \| video | Raportează eroare |
| HD-I-m-B-03206.01 (RAN: 87674.01.04)               | Necropolă | sat aparținător Șăulești; oraș Simeria                                              | „La Vie” și „În Coastă”, între Simeria și Șăulești | sec. XI - XIII, Epoca medievală timpurie                            | Încarcă foto \| video | Raportează eroare |
| HD-I-m-B-03206.02 (RAN: 87674.01.02, 87674.01.03)  | Așezare | sat aparținător Șăulești; oraș Simeria                                              | „La Vie” și „În Coastă” între Simeria și Șăulești | Epoca bronzului                                                     | Încarcă foto \| video | Raportează eroare |
| HD-I-m-B-03206.03                                  | Așezare | sat aparținător Șăulești; oraș Simeria                                              | „La Vie” și „În Coastă” între Simeria și Șăulești | Hallstatt                                                           | Încarcă foto \| video | Raportează eroare |
| HD-I-m-B-03206.04 (RAN: 87674.01.01)               | Așezare | sat aparținător Șăulești; oraș Simeria                                              | „La Vie” și „În Coastă” între Simeria și Șăulești | Neolitic                                                            | Încarcă foto \| video | Raportează eroare |
| HD-I-s-B-03207                                     | Situl arheologic de la Sântămărie - Orlea, punct „Grindanu”                                                                              | sat Sântămăria-Orlea; comuna Sântămăria-Orlea                                       | „Grindanu” | sec. II - III p. Chr.                                               | Încarcă foto \| video | Raportează eroare |
| HD-I-m-A-03207.01 (RAN: 91241.01.01)               | Villa rustica | sat Sântămăria-Orlea; comuna Sântămăria-Orlea                                       | „Grindanu”, pe malul stâng al Streiului, la N de sat, la 300 m V de confluența Râului Mare cu Galbena, între localitățile Hațeg și Sântămărie- Orlea 45.59515°N 22.9776°E                                                                                               | sec. II - III p. Chr.                                               | Încarcă foto \| video | Raportează eroare |
| HD-I-m-A-03207.02 (RAN: 91241.01.02)               | Terme | sat Sântămăria-Orlea; comuna Sântămăria-Orlea                                       | „Grindanu”, pe malul stâng al Streiului, la N de sat, la 300 m V de confluența Râului Mare cu Galbena, între localitățile Hațeg și Sântămărie- Orlea 45.59515°N 22.9776°E                                                                                               | sec. II - III p. Chr.                                               | Încarcă foto \| video | Raportează eroare |
| HD-I-s-B-03208 (RAN: 87530.01)                     | Villa rustica | sat aparținător Strei; oraș Călan                                                   | În perimetrul cimitirului satului | sec. II - III p. Chr.                                               | Încarcă foto \| video | Raportează eroare |
| HD-I-s-A-03209 (RAN: 87530.03)                     | Reședința medievală de la Strei | sat aparținător Strei; oraș Călan                                                   | La NV de Biserica „Adormirea Maicii Domnului” | sec. XIII                                                           | Încarcă foto \| video | Raportează eroare |
| HD-I-s-B-03210 (RAN: 91312.01)                     | Așezare fortificată | sat Subcetate; comuna Sântămăria-Orlea                                              | „Petriș”, pe dealul Petriș, la NV de sat | Hallstatt                                                           | Încarcă foto \| video | Raportează eroare |
| HD-I-s-B-03199 (RAN: 88500.01)                     | Castru de marș | sat Târsa; comuna Boșorod                                                           | „Grădiște”, în spatele școlii 45.63287°N 23.15768°E | sf. sec. I p. Chr.                                                  |                       | Raportează eroare |
| HD-I-s-A-03211 (RAN: 91697.01)                     | Așezare | sat Turdaș; comuna Turdaș                                                           | „La Lunca”, pe malul Mureșului, la 2,5 km de sat, în apropierea stației C.F.R. 45.83643°N 23.11521°E | Neolitic, Cultura Petrești                                          | Încarcă foto \| video | Raportează eroare |
| HD-I-s-A-03204 (RAN: 90672.01)                     | Situl arheologic de la Uroi | sat aparținător Uroi; oraș Simeria; sat Rapoltu Mare, comuna Rapoltu Mare           | „Măgura Uroiului” 45.85833°N 23.05028°E |                                                                     | Încarcă foto \| video | Raportează eroare |
| HD-I-m-B-03204.01                                  | Carieră de piatră | sat aparținător Uroi; oraș Simeria; sat Rapoltu Mare, comuna Rapoltu Mare           | „Măgura Uroiului” | Epoca romană timpurie                                               | Încarcă foto \| video | Raportează eroare |
| HD-I-m-B-03204.02                                  | Așezare | sat aparținător Uroi; oraș Simeria; sat Rapoltu Mare, comuna Rapoltu Mare           | „Măgura Uroiului” | Hallstatt, Cultura dacică                                           | Încarcă foto \| video | Raportează eroare |
| HD-I-m-B-03204.03 (RAN: 90672.01.05)               | Așezare | sat aparținător Uroi; oraș Simeria; sat Rapoltu Mare, comuna Rapoltu Mare           | „Măgura Uroiului” 45.85833°N 23.05028°E | Epoca bronzului timpuriu, Cultura Coțofeni                          | Încarcă foto \| video | Raportează eroare |
| HD-I-m-A-03204.04                                  | Așezare | sat aparținător Uroi; oraș Simeria; sat Rapoltu Mare, comuna Rapoltu Mare           | „Măgura Uroiului” | Neolitic                                                            | Încarcă foto \| video | Raportează eroare |
| HD-I-s-B-03212 (RAN: 88038.01)                     | Villa rustica | sat Valea Lupului; comuna Baru                                                      | Pe partea stângă a drumului spre râul Bărbat, la 800 m de localitate 45.47459°N 23.12601°E | sec. II - III p. Chr.                                               | Încarcă foto \| video | Raportează eroare |
| HD-I-s-A-03213 (RAN: 91802.01)                     | Situl arheologic de la Vața de Jos | sat Vața de Jos; comuna Vața de Jos                                                 | „Peștera Prihodiște” 46.33333°N 22.5°E |                                                                     | Încarcă foto \| video | Raportează eroare |
| HD-I-m-A-03213.01                                  | Așezare | sat Vața de Jos; comuna Vața de Jos                                                 | „Peștera Prihodiște”, la 3 km NV de sat | Epoca bronzului timpuriu                                            | Încarcă foto \| video | Raportează eroare |
| HD-I-m-A-03213.02 (RAN: 91802.01.03)               | Așezare | sat Vața de Jos; comuna Vața de Jos                                                 | „Peștera Prihodiște”, la 1 km de sat, pe Valea Crișului Alb 46.33333°N 22.5°E | Neolitic                                                            | Încarcă foto \| video | Raportează eroare |
| HD-I-s-A-03214 (RAN: 91991.01)                     | Situl arheologic de la Micia-Vețel | sat Vețel; comuna Vețel                                                             | La 3 km NV de localitate, pe malul stâng al Mureșului 45.9152°N 22.81642°E |                                                                     | Alte imagini          | Raportează eroare |
| HD-I-m-A-03214.01 (RAN: 91991.01.01)               | Așezare urbană | sat Vețel; comuna Vețel                                                             | La 3 km NV de localitate, pe malul stâng al Mureșului 45.9152°N 22.81642°E | sec. II - IV p. Chr., Epoca romană                                  | Încarcă foto \| video | Raportează eroare |
| HD-I-m-A-03214.02 (RAN: 91991.01.03)               | Castru | sat Vețel; comuna Vețel                                                             | La 3 km NV de localitate, pe malul stâng al Mureșului 45.9152°N 22.81642°E | sec. II - IV p. Chr., Epoca romană                                  | Încarcă foto \| video | Raportează eroare |
| HD-I-m-A-03214.03 (RAN: 91991.01.06)               | Amfiteatru | sat Vețel; comuna Vețel                                                             | La 3 km NV de localitate, pe malul stâng al Mureșului 45.9152°N 22.81642°E | sec. II - IV p. Chr., Epoca romană                                  | Încarcă foto \| video | Raportează eroare |
| HD-I-m-A-03214.04 (RAN: 91991.01.05)               | Necropola | sat Vețel; comuna Vețel                                                             | La 3 km NV de localitate, pe malul stâng al Mureșului 45.9152°N 22.81642°E | sec. II - IV p. Chr., Epoca romană                                  | Încarcă foto \| video | Raportează eroare |
| HD-I-s-A-03215 (RAN: 91991.02)                     | Așezare | sat Vețel; comuna Vețel                                                             | pe valea Mureșului, la cca. 1 km N de sat | sec. V - VI, Epoca postromană                                       | Încarcă foto \| video | Raportează eroare |
| HD-I-s-A-03163                                     | Cetatea dacică de la Sarmizegetusa, punct „Dealul Tapae”                                                                                 | sat Zeicani; comuna Sarmizegetusa                                                   | „Dealul Tapae”, versantul de S-E |                                                                     | Încarcă foto \| video | Raportează eroare |
| HD-I-m-A-03163.01 (RAN: 91072.01.01)               | Fortificație | sat Zeicani; comuna Sarmizegetusa                                                   | „Dealul Tapae”, Porțile de Fier ale Transilvaniei, pe versantul SE al dealului | Epoca dacică                                                        | Încarcă foto \| video | Raportează eroare |
| HD-I-m-A-03163.02 (RAN: 91072.01.02)               | Fortificație medievală | sat Zeicani; comuna Sarmizegetusa                                                   | „Dealul Tapae”, Porțile de Fier ale Transilvaniei, pe versantul SE al dealului | Epoca medievală                                                     | Încarcă foto \| video | Raportează eroare |
| HD-II-a-A-03216 (RAN: 86696.14)                    | Ansamblul Cetatea medievală Deva | municipiul Deva                                                                     | „Dealul Cetății” 45.88853°N 22.89723°E | sec. XIII, transf. și extindere sec. XV - XIX                       | Alte imagini          | Raportează eroare |
| HD-II-s-B-03218                                    | Centrul istoric al orașului | municipiul Deva                                                                     | 45.88812°N 22.89731°E |                                                                     |                       | Raportează eroare |
| HD-II-a-B-03218.04                                 | Ansamblul urban „Bd. 1 Decembrie 1918”                                                                                                   | municipiul Deva                                                                     | Bd. 1 Decembrie 1918, ambele laturi | sec. XIX - XX                                                       |                       | Raportează eroare |
| HD-II-a-B-03217                                    | Parcul orașului | municipiul Deva                                                                     | Bd. 1 Decembrie 1918 39A | sec. XIX                                                            |                       | Raportează eroare |
| HD-II-m-B-03220                                    | Fostul sediu al Băncii Dacia și al Băncii Naționale, azi Serviciul Public Comunitar - Permise de conducere și Înmatricularea vehiculelor | municipiul Deva                                                                     | Bd. 1 Decembrie 1918 10 | înc. sec. XX                                                        |                       | Raportează eroare |
| HD-II-m-B-03221                                    | Hotel „Orient” | municipiul Deva                                                                     | Bd. 1 Decembrie 1918 11 | 1900                                                                |                       | Raportează eroare |
| HD-II-m-B-03222                                    | Teatrul Orășenesc, azi Teatrul de Artă Dramatică Deva                                                                                    | municipiul Deva                                                                     | Bd. 1 Decembrie 1918 15 | 1911                                                                |                       | Raportează eroare |
| HD-II-m-B-03223 (RAN: 86696.11)                    | Hotel „Bulevard”, azi C.A.S. a jud. Hunedoara și Universitatea Ecologică „Traian”                                                        | municipiul Deva                                                                     | Bd. 1 Decembrie 1918 16 | sec. XVIII                                                          | Alte imagini          | Raportează eroare |
| HD-II-m-B-03224                                    | Palatul Administrativ, azi sediul Prefecturii și al Consiliului Județean Hunedoara                                                       | municipiul Deva                                                                     | Bd. 1 Decembrie 1918 28-30 45.88451°N 22.90023°E | 1890 Alpár Ignác (arhitect)                                         | Alte imagini          | Raportează eroare |
| HD-II-m-A-03225 (RAN: 86696.10)                    | Magna Curia (Castelul Bethlen), azi Muzeul Civilizației Dacice și Romane Deva                                                            | municipiul Deva                                                                     | Bd. 1 Decembrie 1918 39 45.88586°N 22.89826°E | sec. XVI, transf. sec. XVII-XVIII                                   | Alte imagini          | Raportează eroare |
| HD-II-m-B-03226                                    | Orfelinat, azi Spital de Pediatrie | municipiul Deva                                                                     | Str. 22 Decembrie 58 | înc. sec. XX                                                        |                       | Raportează eroare |
| HD-II-a-B-03218.01                                 | Ansamblul urban „Str. George Barițiu” | municipiul Deva                                                                     | Str. Barițiu George 1-25; 2-12 | sec. XIX - XX                                                       |                       | Raportează eroare |
| HD-II-m-B-03227 (RAN: 86696.13)                    | Parva Curia, azi sediul Direcției pentru Tineret Hunedoara                                                                               | municipiul Deva                                                                     | Str. Barițiu George 2 | sec. XVIII                                                          | Alte imagini          | Raportează eroare |
| HD-II-a-B-03218.02                                 | Ansamblul urban „Str. Lucian Blaga” | municipiul Deva                                                                     | Str. Blaga Lucian 1, 5, 13; 2-16, 20-26 | sec. XIX - XX                                                       |                       | Raportează eroare |
| HD-II-m-B-03228                                    | Școala de fete, azi Școala generală Regina Maria                                                                                         | municipiul Deva                                                                     | Str. Blaga Lucian 1 | sec. XIX                                                            | Alte imagini          | Raportează eroare |
| HD-II-m-A-03229 (RAN: 86696.12)                    | Turnul vechii biserici ortodoxe | municipiul Deva                                                                     | Str. Călugăreni 25, în cimitirul românesc | 1700                                                                | Alte imagini          | Raportează eroare |
| HD-II-a-B-03218.05                                 | Ansamblul urban „Str. Mihai Eminescu” | municipiul Deva                                                                     | Str. Eminescu Mihai 1, 1 A-13, 17; 2-20, 28-34 | sec. XIX - XX                                                       |                       | Raportează eroare |
| HD-II-a-B-03218.06                                 | Ansamblul urban „Str. Octavian Goga” | municipiul Deva                                                                     | Str. Goga Octavian 1-11; 6-8 | sec. XIX - XX                                                       | Încarcă foto \| video | Raportează eroare |
| HD-II-a-B-03218.07                                 | Ansamblul urban „Str. Libertății” | municipiul Deva                                                                     | Str. Libertății 9, 11 | sec. XIX - XX                                                       |                       | Raportează eroare |
| HD-II-m-B-03230                                    | Sinagogă | municipiul Deva                                                                     | Str. Libertății 9 | 1896                                                                | Alte imagini          | Raportează eroare |
| HD-II-a-B-03231 (RAN: 86696.09)                    | Mănăstirea franciscană | municipiul Deva                                                                     | Str. Progresului 6 | sec. XVIII                                                          |                       | Raportează eroare |
| HD-II-m-B-03231.01 (RAN: 86696.09.01)              | Biserica mănăstirii franciscane | municipiul Deva                                                                     | Str. Progresului 6 | sec. XVIII                                                          | Încarcă foto \| video | Raportează eroare |
| HD-II-m-B-03231.02 (RAN: 86696.09.02)              | Claustru | municipiul Deva                                                                     | Str. Progresului 6 | sec. XVIII                                                          | Încarcă foto \| video | Raportează eroare |
| HD-II-a-B-03218.03                                 | Ansamblul urban „Str. Andrei Șaguna” | municipiul Deva                                                                     | Str. Șaguna Andrei 1,3-13; 2, 6-22 | sec. XIX - XX                                                       | Încarcă foto \| video | Raportează eroare |
| HD-II-a-B-03218.09                                 | Ansamblul urban „Piața Unirii” | municipiul Deva                                                                     | Piața Unirii | sec. XIX - XX                                                       |                       | Raportează eroare |
| HD-II-m-B-03234                                    | Biserica reformată | municipiul Deva                                                                     | Piața Unirii | 1908 - 1910                                                         |                       | Raportează eroare |
| HD-II-m-B-03232                                    | Banca de Investiții, azi Centrul teritorial de învățământ economic                                                                       | municipiul Deva                                                                     | Piața Unirii 3 | 1906                                                                |                       | Raportează eroare |
| HD-II-m-B-03233                                    | Casina Română, azi Restaurantul Bachus și Cercul militar Deva                                                                            | municipiul Deva                                                                     | Piața Unirii 9 | 1872                                                                | Alte imagini          | Raportează eroare |
| HD-II-m-B-03235 (RAN: 89446.01)                    | Biserica de lemn „Cuvioasa Paraschiva”                                                                                                   | sat Abucea; comuna Dobra                                                            | | sec. XVIII                                                          | Alte imagini          | Raportează eroare |
| HD-II-m-B-03236 (RAN: 92202.02)                    | Biserica de lemn „Sf. Arhangheli” | sat Almaș-Săliște; comuna Zam                                                       | | sec. XVIII                                                          | Alte imagini          | Raportează eroare |
| HD-II-m-B-03237 (RAN: 90459.02)                    | Biserica de lemn „Sf. Nicolae” | sat Almașu Mic; comuna Pestișu Mic                                                  | | sec. XVIII                                                          | Alte imagini          | Raportează eroare |
| HD-II-m-A-03238 (RAN: 87861.01)                    | Biserica de lemn „Sf. Arhangheli” | sat Almașu Mic de Munte; comuna Balșa                                               | 39, D. J. 705 | sec. XVIII                                                          | Alte imagini          | Raportează eroare |
| HD-II-m-B-03239 (RAN: 89044.01)                    | Biserica de lemn „Adormirea Maicii Domnului”                                                                                             | sat Alun; comuna Bunila                                                             | | sec. XVIII                                                          | Alte imagini          | Raportează eroare |
| HD-II-a-B-03240                                    | Ansamblul rural din zona centrală a satului                                                                                              | sat Baia de Criș; comuna Baia de Criș                                               | Str. Revoluției, Brazilor, Tribunului, Muntele Găina, Plopilor | sec. XIX                                                            | Încarcă foto \| video | Raportează eroare |
| HD-II-a-A-03241 (RAN: 87754.02)                    | Mănăstirea franciscană | sat Baia de Criș; comuna Baia de Criș                                               | Str. Revoluției 2 46.1751°N 22.7151°E | sec. XV - XVIII                                                     | Alte imagini          | Raportează eroare |
| HD-II-m-A-03241.01                                 | Biserica mănăstirii franciscane | sat Baia de Criș; comuna Baia de Criș                                               | Str. Revoluției 2 46.1751°N 22.7151°E | sec. XV, transf. sec. XVIII                                         |                       | Raportează eroare |
| HD-II-m-A-03241.02                                 | Claustru | sat Baia de Criș; comuna Baia de Criș                                               | Str. Revoluției 2 46.1753°N 22.7152°E | 1760 - 1780                                                         |                       | Raportează eroare |
| HD-II-m-A-03242 (RAN: 88001.06)                    | Biserica „Pogorârea Sf. Duh” („Sf. Ilie”)                                                                                                | sat Baru; comuna Baru                                                               | Str. Bărișor 40 45.44998°N 23.16819°E | sec. XVIII                                                          | Alte imagini          | Raportează eroare |
| HD-II-m-B-03243                                    | Casa de lemn Iocan Petru | sat Basarabasa; comuna Vața de Jos                                                  | | 1890                                                                | Încarcă foto \| video | Raportează eroare |
| HD-II-m-A-03244 (RAN: 91811.01)                    | Biserica de lemn „Sf. Nicolae” | sat Basarabasa; comuna Vața de Jos                                                  | 26 | sf. sec. XVII                                                       | Alte imagini          | Raportează eroare |
| HD-II-m-B-03245 (RAN: 89598.03)                    | Biserica „Sf. Arhangheli” | sat aparținător Băcâia; oraș Geoagiu                                                | 40 | sec. XVIII                                                          | Alte imagini          | Raportează eroare |
| HD-II-m-B-03246                                    | Biserica „Sf. Gheorghe” | sat Băcia; comuna Băcia                                                             | 90, D.J. 668 D | sec. XIX                                                            | Alte imagini          | Raportează eroare |
| HD-II-m-A-03247 (RAN: 88109.01)                    | Biserica „Buna Vestire” | sat Băița; comuna Băița                                                             | 197 | 1727                                                                | Alte imagini          | Raportează eroare |
| HD-II-m-B-03248                                    | Biserica de lemn „Întâmpinarea Domnului”                                                                                                 | sat Bărăștii Iliei; comuna Brănișca                                                 | 3 | sec. XIX                                                            | Alte imagini          | Raportează eroare |
| HD-II-m-B-03249 (RAN: 86721.01)                    | Conacul Barcsay Acatiu | sat aparținător Bârcea Mică; municipiul Deva                                        | 45.82301°N 22.95414°E | sec. XVIII                                                          | Încarcă foto \| video | Raportează eroare |
| HD-II-m-A-03250 (RAN: 89838.01)                    | Biserica „Sf. Nicolae” | sat Bârsău; comuna Hărău                                                            | | sec. XVI, turn refăcut în sec. XIX                                  | Alte imagini          | Raportează eroare |
| HD-II-a-B-03251                                    | Gospodăria Sabin Isac | sat Birtin; comuna Vața de Jos                                                      | | 1900                                                                | Încarcă foto \| video | Raportează eroare |
| HD-II-m-B-03251.01                                 | Casa Sabin Isac | sat Birtin; comuna Vața de Jos                                                      | | 1900                                                                | Încarcă foto \| video | Raportează eroare |
| HD-II-m-B-03251.02                                 | Anexe | sat Birtin; comuna Vața de Jos                                                      | | 1900                                                                | Încarcă foto \| video | Raportează eroare |
| HD-II-a-B-03252                                    | Ansamblul de case de lemn | sat Birtin; comuna Vața de Jos                                                      | 17 - 64 | înc. sec. XX                                                        | Încarcă foto \| video | Raportează eroare |
| HD-II-m-B-03253                                    | Casa de lemn Gligor Minodora | sat Birtin; comuna Vața de Jos                                                      | 41 | 1906                                                                | Încarcă foto \| video | Raportează eroare |
| HD-II-m-B-03254                                    | Casa de lemn Rus Ioan | sat Birtin; comuna Vața de Jos                                                      | 53 | 1910                                                                | Încarcă foto \| video | Raportează eroare |
| HD-II-m-B-03255                                    | Casa de lemn Lucaci Carolina | sat Birtin; comuna Vața de Jos                                                      | 76 | 1915                                                                | Încarcă foto \| video | Raportează eroare |
| HD-II-m-A-03256 (RAN: 91820.01)                    | Biserica de lemn „Buna Vestire” | sat Birtin; comuna Vața de Jos                                                      | 85 A | 1690                                                                | Alte imagini          | Raportează eroare |
| HD-II-m-A-03257 (RAN: 90681.02)                    | Castelul contelui Veress | sat Bobâlna; comuna Rapoltu Mare                                                    | 212 47.14411°N 23.64883°E | sec. XVIII                                                          |                       | Raportează eroare |
| HD-II-m-B-03258 (RAN: 92006.01)                    | Biserica de lemn „Pogorârea Sf. Duh” | sat Boia Bârzii; comuna Vețel                                                       | 21 | sec. XVIII                                                          | Alte imagini          | Raportează eroare |
| HD-II-m-A-03259 (RAN: 89703.01)                    | Biserica de lemn „Cuvioasa Paraschiva”                                                                                                   | sat Boiu de Jos; comuna Gurasada                                                    | | mijl. sec. XVII                                                     | Alte imagini          | Raportează eroare |
| HD-II-m-B-03260                                    | Casa de lemn Andrica Sinefta | sat Boiu de Sus; comuna Gurasada                                                    | | sec. XIX                                                            | Încarcă foto \| video | Raportează eroare |
| HD-II-m-B-03261                                    | Biserica de lemn „Sf. Gheorghe” | sat Boz; comuna Brănișca                                                            | 140 | sec. XVIII                                                          | Alte imagini          | Raportează eroare |
| HD-II-m-A-03262 (RAN: 89605.01)                    | Biserica „Sf. Arhangheli” | sat aparținător Bozeș; oraș Geoagiu                                                 | 63 45.97742°N 23.17182°E | sec. XVI                                                            |                       | Raportează eroare |
| HD-II-s-B-03263                                    | Centrul istoric al orașului | municipiul Brad                                                                     | Str. Republicii, Moților, Cloșca, Zarandului, Independenței, Horea 46.129°N 22.792°E | înc. sec. XX                                                        |                       | Raportează eroare |
| HD-II-m-B-20927.01                                 | Linia ferată industrială cu ecartament îngust municipiul Brad                                                                            | municipiul Brad                                                                     | | 1906 - 1907                                                         |                       | Raportează eroare |
| HD-II-a-B-03263.04                                 | Ansamblul urban „Str. Cloșca” | municipiul Brad                                                                     | Str. Cloșca 1-15 46.131°N 22.7951°E | înc. sec. XX                                                        |                       | Raportează eroare |
| HD-II-m-B-03264                                    | Casă | municipiul Brad                                                                     | Str. Decebal 27 46.13148°N 22.78413°E | 1926                                                                |                       | Raportează eroare |
| HD-II-a-B-03263.01                                 | Ansamblul urban „Str. Horea” | municipiul Brad                                                                     | Str. Horea 5-33, 10-32 46.1326°N 22.7932°E | înc. sec. XX                                                        |                       | Raportează eroare |
| HD-II-m-B-03265                                    | Gara Brad | municipiul Brad                                                                     | Str. Iancu Avram 52 46.13673°N 22.78208°E | 1890                                                                | Alte imagini          | Raportează eroare |
| HD-II-a-B-03263.05                                 | Ansamblul urban „Str. Independenței” | municipiul Brad                                                                     | Str. Independenței 3-9, 17; 4-10 46.1286°N 22.7911°E | înc. sec. XX                                                        |                       | Raportează eroare |
| HD-II-m-B-03266                                    | Biblioteca municipală „Gheorghe Pârvu”                                                                                                   | municipiul Brad                                                                     | Str. Independenței 5 46.12806°N 22.79083°E | 1920                                                                |                       | Raportează eroare |
| HD-II-m-B-03267                                    | Sediul Societații „Mica”, azi Casa de Cultură                                                                                            | municipiul Brad                                                                     | Str. Independenței 7 46.1286°N 22.7907°E | sf. sec. XIX                                                        | Alte imagini          | Raportează eroare |
| HD-II-m-B-03268                                    | Colegiul Național „Avram Iancu” | municipiul Brad                                                                     | Str. Liceului 18 46.1292°N 22.7855°E | 1920                                                                |                       | Raportează eroare |
| HD-II-a-B-03263.06                                 | Ansamblul urban „Str. Moților” | municipiul Brad                                                                     | Str. Moților 2-22; 17-23 46.1264°N 22.7952°E | înc. sec. XX                                                        |                       | Raportează eroare |
| HD-II-a-B-03263.03                                 | Ansamblul urban „Str. Republicii” | municipiul Brad                                                                     | Str. Republicii 13-17; 18 46.1289°N 22.7919°E | înc. sec. XX                                                        |                       | Raportează eroare |
| HD-II-a-B-03263.02                                 | Ansamblul urban „Str. Zarandului” | municipiul Brad                                                                     | Str. Zarandului 16-22 46.1329°N 22.795°E | înc. sec. XX                                                        |                       | Raportează eroare |
| HD-II-a-B-20927                                    | Linia ferată industrială cu ecartament îngust Brad-Crișcior                                                                              | municipiul Brad, comuna Crișcior                                                    | | 1906 - 1907                                                         |                       | Raportează eroare |
| HD-II-m-B-03269 (RAN: 89106.02)                    | Biserica de lemn „Adormirea Maicii Domnului”                                                                                             | sat Brădățel; comuna Burjuc                                                         | 33 | sec. XIX                                                            | Alte imagini          | Raportează eroare |
| HD-II-a-A-03270 (RAN: 88555.02)                    | Ansamblul castelului contelui Jozsika | sat Brănișca; comuna Brănișca                                                       | 215 45.9151°N 22.77156°E | sec. XVIII                                                          |                       | Raportează eroare |
| HD-II-m-A-03270.01                                 | Castelul contelui Jozsika | sat Brănișca; comuna Brănișca                                                       | 215 | sec. XVIII                                                          |                       | Raportează eroare |
| HD-II-m-A-03270.02                                 | Capelă | sat Brănișca; comuna Brănișca                                                       | 215 | sec. XVIII                                                          | Încarcă foto \| video | Raportează eroare |
| HD-II-m-A-03270.03                                 | Zid de incintă | sat Brănișca; comuna Brănișca                                                       | 215 | sec. XVIII                                                          | Încarcă foto \| video | Raportează eroare |
| HD-II-m-A-03271 (RAN: 89892.01)                    | Biserica de lemn „Cuvioasa Paraschiva”                                                                                                   | sat Brâznic; comuna Ilia                                                            | | 1650 - 1700                                                         | Alte imagini          | Raportează eroare |
| HD-II-m-A-03272 (RAN: 89883.02)                    | Biserica de lemn „Sf. Dumitru” | sat Bretea Mureșană; comuna Ilia                                                    | | 1653                                                                | Alte imagini          | Raportează eroare |
| HD-II-m-B-03273 (RAN: 88948.01)                    | Biserica de lemn „Sf. Arhangheli Mihail și Gavril”                                                                                       | sat Bulzeștii de Jos; comuna Bulzeștii de Sus                                       | | sec. XIX                                                            | Alte imagini          | Raportează eroare |
| HD-II-m-B-03274                                    | Biserica de lemn „Sf. Ioan Gură de Aur”                                                                                                  | sat Bulzeștii de Sus; comuna Bulzeștii de Sus                                       | | sec. XIX                                                            | Alte imagini          | Raportează eroare |
| HD-II-m-B-03275                                    | Casă de lemn Grunițan Ioan | sat Bunila; comuna Bunila                                                           | | sec. XX                                                             | Încarcă foto \| video | Raportează eroare |
| HD-II-m-B-03276                                    | Gospodăria de lemn Grunițan Arsenie | sat Bunila; comuna Bunila                                                           | | înc. sec. XX                                                        | Încarcă foto \| video | Raportează eroare |
| HD-II-a-B-03278                                    | Ansamblul rural Bunila | sat Bunila; comuna Bunila                                                           | 24-28, 60-76 | înc. sec. XX                                                        | Încarcă foto \| video | Raportează eroare |
| HD-II-m-B-03277                                    | Casă de lemn Nandra Sofia | sat Bunila; comuna Bunila                                                           | 21 | înc. sec. XX                                                        | Încarcă foto \| video | Raportează eroare |
| HD-II-m-A-03284                                    | Galerie de epocă romană din mina „Adamul Vechi”                                                                                          | sat Căraci; comuna Baia de Criș                                                     | | Epoca romană                                                        | Încarcă foto \| video | Raportează eroare |
| HD-II-m-A-03285 (RAN: 87772.01)                    | Biserica ortodoxă de lemn „Sf. Nicolae”                                                                                                  | sat Căraci; comuna Baia de Criș                                                     | 51 | sec. XVIII                                                          | Alte imagini          | Raportează eroare |
| HD-II-m-A-03279 (RAN: 88582.02)                    | Biserica de lemn „Nașterea Maicii Domnului”                                                                                              | sat Căbești; comuna Brănișca                                                        | 19 | 1673, refacere 1864                                                 | Alte imagini          | Raportează eroare |
| HD-II-m-B-03280                                    | Arhivele Uzinei Călan | oraș Călan                                                                          | Str. Dacia 1 | 1874                                                                | Încarcă foto \| video | Raportează eroare |
| HD-II-m-B-03281                                    | Uzina Călan | oraș Călan                                                                          | Str. Furnalistului 1 | 1874                                                                | Alte imagini          | Raportează eroare |
| HD-II-m-B-03282                                    | Clubul Muncitoresc (al Uzinei Călan) | oraș Călan                                                                          | Str. Furnalistului 1 | 1874                                                                | Încarcă foto \| video | Raportează eroare |
| HD-II-m-B-03283                                    | Casa de oaspeți (a Uzinei Călan) | oraș Călan                                                                          | Str. Furnalistului 3 | 1874                                                                | Încarcă foto \| video | Raportează eroare |
| HD-II-m-A-03286 (RAN: 89721.01)                    | Biserica de lemn „Sf. Arhangheli” | sat Cărmăzănești; comuna Gurasada                                                   | | 1725                                                                | Alte imagini          | Raportează eroare |
| HD-II-m-A-03287 (RAN: 91848.01)                    | Biserica de lemn „Pogorârea Sf. Duh” | sat Căzănești; comuna Vața de Jos                                                   | | sec. XVIII, mărită în sec. XIX                                      | Alte imagini          | Raportează eroare |
| HD-II-a-B-03288                                    | Ansamblul rural Căzănești | sat Căzănești; comuna Vața de Jos                                                   | 30-46 | sf. sec. XIX-înc. sec. XX                                           | Încarcă foto \| video | Raportează eroare |
| HD-II-m-A-03289                                    | Casă de lemn Dudaș Elena | sat Căzănești; comuna Vața de Jos                                                   | 32 | 1810                                                                | Încarcă foto \| video | Raportează eroare |
| HD-II-m-A-03290                                    | Casa de lemn Șerb Ioan | sat Căzănești; comuna Vața de Jos                                                   | 60 | 1810                                                                | Încarcă foto \| video | Raportează eroare |
| HD-II-m-A-03291 (RAN: 86776.01)                    | Biserica de lemn „Cuvioasa Paraschiva”                                                                                                   | sat Chergheș; comuna Cârjiți                                                        | | sf. sec. XVII                                                       | Alte imagini          | Raportează eroare |
| HD-II-m-B-03292 (RAN: 88485.03)                    | Biserica „Adormirea Maicii Domnului” | sat Chitid; comuna Boșorod                                                          | | sec. XVIII                                                          | Alte imagini          | Raportează eroare |
| HD-II-m-B-03293                                    | Ruinele podului roman | sat Ciopeia; comuna Sântămăria-Orlea; sat Ohaba de sub Piatră, comuna Sălașu de Sus | între localități | sec. II-III p. Chr.                                                 | Încarcă foto \| video | Raportează eroare |
| HD-II-m-A-03294                                    | Casă de lemn Miclea Anghelina | sat Ciungani; comuna Vața de Jos                                                    | | 1800                                                                | Încarcă foto \| video | Raportează eroare |
| HD-II-a-B-03295                                    | Ansamblul rural Ciungani | sat Ciungani; comuna Vața de Jos                                                    | 20-38 | înc. sec. XX                                                        | Încarcă foto \| video | Raportează eroare |
| HD-II-a-A-03296                                    | Gospodăria Mateș Rozalia | sat Ciungani; comuna Vața de Jos                                                    | 59 | 1800                                                                | Încarcă foto \| video | Raportează eroare |
| HD-II-m-A-03296.01                                 | Casa de lemn Mateș Rozalia | sat Ciungani; comuna Vața de Jos                                                    | 59 | 1800                                                                | Încarcă foto \| video | Raportează eroare |
| HD-II-m-A-03296.02                                 | Anexe | sat Ciungani; comuna Vața de Jos                                                    | 59 | 1800                                                                | Încarcă foto \| video | Raportează eroare |
| HD-II-m-A-03297 (RAN: 91857.01)                    | Biserica de lemn „Buna Vestire” | sat Ciungani; comuna Vața de Jos                                                    | 62 A | 1600                                                                | Alte imagini          | Raportează eroare |
| HD-II-m-B-03298                                    | Biserica (fostă reformată) „Cuvioasa Paraschiva”                                                                                         | sat Clopotiva; comuna Râu de Mori                                                   | 45.49779°N 22.82068°E | sec. XIX                                                            | Alte imagini          | Raportează eroare |
| HD-II-m-A-03299 (RAN: 90903.04)                    | Biserica „Sf. Ioan Botezătorul” | sat Clopotiva; comuna Râu de Mori                                                   | | 1763                                                                | Alte imagini          | Raportează eroare |
| HD-II-m-B-03300                                    | Casă de lemn Dumbravă Ioan | sat Clopotiva; comuna Râu de Mori                                                   | | înc. sec. XX                                                        | Încarcă foto \| video | Raportează eroare |
| HD-II-m-B-03301                                    | Casă de lemn Tomoni Borcan | sat Clopotiva; comuna Râu de Mori                                                   | | înc. sec. XX                                                        |                       | Raportează eroare |
| HD-II-a-B-03302                                    | Ansamblul rural Clopotiva | sat Clopotiva; comuna Râu de Mori                                                   | 39-182 | înc. sec. XX                                                        | Încarcă foto \| video | Raportează eroare |
| HD-II-m-B-20927.02                                 | Linia ferată industrială cu ecartament îngust comuna Crișcior                                                                            | comuna Crișcior                                                                     | | 1906 - 1907                                                         | Încarcă foto \| video | Raportează eroare |
| HD-II-m-A-03303 (RAN: 87371.01)                    | Biserica „Adormirea Maicii Domnului” | sat Crișcior; comuna Crișcior                                                       | Str. Monumentului 20 | sec. XIV - XV                                                       |                       | Raportează eroare |
| HD-II-m-A-03304 (RAN: 87264.01)                    | Turn de cetate (ruine) | sat Crivadia; comuna Bănița                                                         | Pe partea stângă a D.N. 66, spre Petroșani, la cca. 100 m E de sat 45.4611°N 23.2081°E | 1528                                                                |                       | Raportează eroare |
| HD-II-m-A-03305 (RAN: 88886.01)                    | Biserica de lemn „Sf. Nicolae” | sat Curechiu; comuna Bucureșci                                                      | 108 46.0989°N 22.9688°E | 1785                                                                | Alte imagini          | Raportează eroare |
| HD-II-m-A-03306 (RAN: 89758.01)                    | Biserica de lemn „Sf. Arhangheli” | sat Dănulești; comuna Gurasada                                                      | | sf. sec. XVII - înc. sec. XVIII                                     |                       | Raportează eroare |
| HD-II-m-A-03307 (RAN: 89357.01)                    | Biserica „Sf. Nicolae” | sat Densuș; comuna Densuș                                                           | 23 45.58246°N 22.80529°E | sec. XIII; adăugiri sec. XV - XVII                                  | Alte imagini          | Raportează eroare |
| HD-II-a-B-03308                                    | Ansamblul rural Dobra | sat Dobra; comuna Dobra                                                             | Întreaga localitate | înc. sec. XX                                                        |                       | Raportează eroare |
| HD-II-m-B-03309                                    | Fosta Pretură | sat Dobra; comuna Dobra                                                             | Str. Lugojului 2 | sec. XIX                                                            |                       | Raportează eroare |
| HD-II-m-B-03310                                    | Biserica de lemn „Sf. Nicolae” | sat Dobroț; comuna Tomești                                                          | 46.24731°N 22.68127°E | sec. XIX                                                            | Alte imagini          | Raportează eroare |
| HD-II-m-B-03311                                    | Biserica de lemn „Adormirea Maicii Domnului”                                                                                             | sat Dumbrava de Jos; comuna Ribița                                                  | 64 | sec. XIX                                                            | Alte imagini          | Raportează eroare |
| HD-II-m-B-03312                                    | Biserica de lemn „Nașterea Domnului” | sat Dumbrava de Sus; comuna Ribița                                                  | 77 | sec. XIX                                                            | Alte imagini          | Raportează eroare |
| HD-II-m-A-03313 (RAN: 89918.01)                    | Biserica de lemn „Sf. Nicolae” | sat Dumbrăvița; comuna Ilia                                                         | | sec. XVII                                                           | Alte imagini          | Raportează eroare |
| HD-II-m-B-03314 (RAN: 88608.01)                    | Biserica de lemn „Pogorârea Sf. Duh” | sat Furcșoara; comuna Brănișca                                                      | 39 | sec. XIX                                                            | Alte imagini          | Raportează eroare |
| HD-II-m-B-03315                                    | Casă | sat Galați; comuna Pui                                                              | 30 | sec. XIX                                                            | Încarcă foto \| video | Raportează eroare |
| HD-II-m-A-03316                                    | Capelă romanică | oraș Geoagiu                                                                        | Str. Independenței 45.92006°N 23.20316°E | sec. XI - XII                                                       | Alte imagini          | Raportează eroare |
| HD-II-m-A-03317 (RAN: 89570.05)                    | Biserica „Sf. Nicolae” | oraș Geoagiu                                                                        | Str. Principală 157, cartier Suseni | 1528                                                                |                       | Raportează eroare |
| HD-II-m-B-03318 (RAN: 86892.02)                    | Biserica veche „Sf. Arhangheli” | sat Ghelari; comuna Ghelari                                                         | | sec. XVIII                                                          |                       | Raportează eroare |
| HD-II-m-A-03319 (RAN: 88591.01)                    | Biserica de lemn „Sf. Arhangheli” | sat Gialacuta; comuna Brănișca                                                      | 10 | mijl. sec. XVII                                                     | Alte imagini          | Raportează eroare |
| HD-II-m-A-03320 (RAN: 92248.02)                    | Biserica de lemn „Sf. Gheorghe” | sat Godinești; comuna Zam                                                           | 46.02583°N 22.54027°E | sec. XVIII                                                          | Alte imagini          | Raportează eroare |
| HD-II-m-A-03321 (RAN: 89767.01)                    | Biserica de lemn „Intrarea în Ierusalim”                                                                                                 | sat Gothatea; comuna Gurasada                                                       | | sec. XVII - XVIII                                                   | Alte imagini          | Raportează eroare |
| HD-II-m-A-03322 (RAN: 86909.01)                    | Furnalul vechi | sat Govăjdia; comuna Ghelari                                                        | 45.7407°N 22.79106°E | 1806 - 1813, modificat 1851                                         | Alte imagini          | Raportează eroare |
| HD-II-m-A-03323 (RAN: 89696.01)                    | Biserica „Arhanghelul Mihail” | sat Gurasada; comuna Gurasada                                                       | 45.94775°N 22.59115°E | sec. XIII, adăugiri ulterioare                                      | Alte imagini          | Raportează eroare |
| HD-II-a-B-03324                                    | Ansamblul conacului Klobosiski | sat Gurasada; comuna Gurasada                                                       | 45.95625°N 22.58915°E | sec. XIX                                                            | Alte imagini          | Raportează eroare |
| HD-II-m-B-03324.01                                 | Conacul Klobosiski | sat Gurasada; comuna Gurasada                                                       | | sec. XIX                                                            |                       | Raportează eroare |
| HD-II-m-B-03324.02                                 | Parc | sat Gurasada; comuna Gurasada                                                       | | sec. XIX                                                            |                       | Raportează eroare |
| HD-II-s-B-03325                                    | Centrul istoric al orașului | oraș Hațeg                                                                          | | sec. XIX - XX                                                       |                       | Raportează eroare |
| HD-II-a-B-03325.07                                 | Ansamblul urban „Str. 1 Mai” | oraș Hațeg                                                                          | Str. 1 Mai | sec. XIX - XX                                                       | Încarcă foto \| video | Raportează eroare |
| HD-II-m-B-03327                                    | Biserica „Sf. Nicolae” | oraș Hațeg                                                                          | Str. Bisericilor 1 | 1821-1828                                                           |                       | Raportează eroare |
| HD-II-a-B-03325.08                                 | Ansamblul urban „Str. Bisericilor” | oraș Hațeg                                                                          | Str. Bisericilor 2-6; 5 | sec. XIX - XX                                                       |                       | Raportează eroare |
| HD-II-m-B-03328                                    | Bancă, azi Hotel „Ferdinand” | oraș Hațeg                                                                          | Str. Bisericilor 2, colț cu Str. Tudor Vladimirescu | sec. XIX                                                            | Alte imagini          | Raportează eroare |
| HD-II-m-B-03329                                    | Biserică reformată | oraș Hațeg                                                                          | Str. Bisericilor 44 | sec. XIX                                                            | Alte imagini          | Raportează eroare |
| HD-II-a-B-03325.04                                 | Ansamblul urban „Piața Bucura” | oraș Hațeg                                                                          | Piața Bucura | sec. XIX - XX                                                       | Încarcă foto \| video | Raportează eroare |
| HD-II-m-B-03330                                    | Biserica romano-catolică | oraș Hațeg                                                                          | Str. Decebal 1 | sec. XIX                                                            |                       | Raportează eroare |
| HD-II-a-B-03325.05                                 | Ansamblul urban „Str. Horea” | oraș Hațeg                                                                          | Str. Horea 1-13; 2-16 | sec. XIX - XX                                                       |                       | Raportează eroare |
| HD-II-m-B-03331                                    | Casă | oraș Hațeg                                                                          | Str. Horea 6 | sf. sec. XIX                                                        | Alte imagini          | Raportează eroare |
| HD-II-m-B-03332                                    | Casă | oraș Hațeg                                                                          | Str. Horea 18 | sf. sec. XIX                                                        | Alte imagini          | Raportează eroare |
| HD-II-a-B-03325.02                                 | Ansamblul urban „Str. Libertății” | oraș Hațeg                                                                          | Str. Libertății 5-19; 6-20 | sec. XIX - XX                                                       |                       | Raportează eroare |
| HD-II-a-B-03325.06                                 | Ansamblul urban „Str. Mihai Viteazul” | oraș Hațeg                                                                          | Str. Mihai Viteazu 1-27; 2-28 | sec. XIX - XX                                                       | Încarcă foto \| video | Raportează eroare |
| HD-II-m-B-03333                                    | Colegiul Național „I. C. Brătianu” | oraș Hațeg                                                                          | Str. Munții Retezat 3 | 1912                                                                |                       | Raportează eroare |
| HD-II-m-B-03326                                    | Sinagogă | oraș Hațeg                                                                          | Str. Sarmizegetusa 3 | 1864                                                                |                       | Raportează eroare |
| HD-II-a-B-03325.03                                 | Ansamblul urban „Piața Unirii” | oraș Hațeg                                                                          | Piața Unirii | sec. XIX - XX                                                       |                       | Raportează eroare |
| HD-II-m-B-03334                                    | Școala generală „Ovid Densușianu” | oraș Hațeg                                                                          | Piața Unirii 1 | sec. XIX                                                            | Alte imagini          | Raportează eroare |
| HD-II-a-B-03325.01                                 | Ansamblul urban „Str. Tudor Vladimirescu”                                                                                                | oraș Hațeg                                                                          | Str. Vladimirescu Tudor 1-3 | sec. XIX - XX                                                       |                       | Raportează eroare |
| HD-II-m-A-03336 (RAN: 89810.02)                    | Biserica „Sf. Dumitru” | sat Hărău; comuna Hărău                                                             | | cca. 1700                                                           | Alte imagini          | Raportează eroare |
| HD-II-m-B-03337 (RAN: 88154.01)                    | Biserica de lemn „Buna Vestire” | sat Hărțăgani; comuna Băița                                                         | | sf. sec. XVIII                                                      | Alte imagini          | Raportează eroare |
| HD-II-m-B-03338                                    | Biserica de lemn „Cuvioasa Paraschiva”                                                                                                   | sat Herepeia; comuna Vețel                                                          | | sec. XVIII                                                          | Încarcă foto \| video | Raportează eroare |
| HD-II-m-B-03339                                    | Școala de ucenici | municipiul Hunedoara                                                                | În incinta S.C. Siderurgica S.A., la 100 m de la intrarea principală | 1936                                                                | Încarcă foto \| video | Raportează eroare |
| HD-II-m-A-03347 (RAN: 86829.13, 86829.16)          | Biserică reformată | municipiul Hunedoara                                                                | Str. Bethlen Gabriel 3 45.74917°N 22.88863°E | sec. XVII                                                           | Alte imagini          | Raportează eroare |
| HD-II-m-B-03341                                    | Casă | municipiul Hunedoara                                                                | Str. Bursan Constantin 1 | înc. sec. XX                                                        |                       | Raportează eroare |
| HD-II-m-B-03342                                    | Administrația Uzinelor de Fier | municipiul Hunedoara                                                                | Str. Bursan Constantin 8 45.75216°N 22.88874°E | 1906                                                                |                       | Raportează eroare |
| HD-II-m-B-03343                                    | Clădire, azi sediul Ocolului Silvic | municipiul Hunedoara                                                                | Str. Castelului 22 | sec. XIX                                                            | Alte imagini          | Raportează eroare |
| HD-II-m-A-03344 (RAN: 86829.02)                    | Castelul Corvinilor, azi muzeu | municipiul Hunedoara                                                                | Str. Curtea Corvineștilor 1-3 45.74913°N 22.88824°E | sec. XIV, extins 1440 - 1453, transformat 1618 - 1620               | Alte imagini          | Raportează eroare |
| HD-II-a-B-03340                                    | Ansamblul urban „Piața Libertății” | municipiul Hunedoara                                                                | Piața Libertății | sf. sec. XIX                                                        | Alte imagini          | Raportează eroare |
| HD-II-m-B-03345                                    | Catedrala „Sf. Împărați Constantin și Elena”                                                                                             | municipiul Hunedoara                                                                | Piața Libertății 18 45.75169°N 22.89598°E | 1934 - 1939                                                         |                       | Raportează eroare |
| HD-II-m-B-03346                                    | Casă | municipiul Hunedoara                                                                | Piața Libertății 28 | 1812                                                                |                       | Raportează eroare |
| HD-II-m-B-03348                                    | Biserica „Schimbarea la Față” | municipiul Hunedoara                                                                | Str. Popa Șapcă 35 45.74722°N 22.89652°E | sec. XIX                                                            |                       | Raportează eroare |
| HD-II-m-B-03349                                    | Clădire | municipiul Hunedoara                                                                | Str. Revoluției 5 | 1910                                                                |                       | Raportează eroare |
| HD-II-m-A-03350 (RAN: 86829.07)                    | Biserica „Sf. Nicolae” | municipiul Hunedoara                                                                | Piața Unirii 2 45.74723°N 22.8964°E | 1458, 1827 turn, transf. 1634                                       | Alte imagini          | Raportează eroare |
| HD-II-a-B-03351                                    | Ansamblul rural din zona centrală a satului                                                                                              | sat Ilia; comuna Ilia                                                               | Str. Ștefan cel Mare, Traian, Libertății | sec. XVIII - XIX                                                    | Încarcă foto \| video | Raportează eroare |
| HD-II-m-A-03352 (RAN: 86829.09)                    | Casa parohială ortodoxă | sat Ilia; comuna Ilia                                                               | Str. Libertății 42 | sec. XVII                                                           |                       | Raportează eroare |
| HD-II-m-A-03353 (RAN: 89856.01, 89865.01)          | Casa natală Gabriel Bethlen (Bastionul Roșu), azi muzeu                                                                                  | sat Ilia; comuna Ilia                                                               | Str. Libertății 69 45.93421°N 22.6514°E | sec. XVII                                                           | Alte imagini          | Raportează eroare |
| HD-II-m-B-03354                                    | Biblioteca comunală, azi locuință și spațiu comercial                                                                                    | sat Ilia; comuna Ilia                                                               | Str. Traian 2 | sf. sec. XIX                                                        |                       | Raportează eroare |
| HD-II-m-B-03355                                    | Casă, azi servicii hoteliere | sat Ilia; comuna Ilia                                                               | Str. Traian 5 | sec. XIX                                                            |                       | Raportează eroare |
| HD-II-m-A-03356 (RAN: 89963.01)                    | Biserica de lemn „Adormirea Maicii Domnului”                                                                                             | sat Lăpugiu de Jos; comuna Lăpugiu de Jos                                           | | 1765                                                                | Alte imagini          | Raportează eroare |
| HD-II-m-A-03357 (RAN: 89473.01)                    | Biserica „Cuvioasa Paraschiva” | sat Lăpușnic; comuna Dobra                                                          | | sec. XVII                                                           | Alte imagini          | Raportează eroare |
| HD-II-m-B-03358                                    | Biserica „Sf. Arhangheli” | sat Leauț; comuna Tomești                                                           | | sec. XIX                                                            | Alte imagini          | Raportează eroare |
| HD-II-m-A-03359 (RAN: 92042.02)                    | Biserica „Sf. Nicolae” | sat Leșnic; comuna Vețel                                                            | Str. Coșbuc George 175 | cca. 1400                                                           | Alte imagini          | Raportează eroare |
| HD-II-m-A-03360 (RAN: 87790.01)                    | Biserica de lemn „Adormirea Maicii Domnului”                                                                                             | sat Lunca; comuna Baia de Criș                                                      | 98 | sf. sec. XVII                                                       | Alte imagini          | Raportează eroare |
| HD-II-m-B-03361 (RAN: 88500.03)                    | Biserica de lemn „Adormirea Maicii Domnului”                                                                                             | sat Luncani; comuna Boșorod                                                         | | sec. XVIII                                                          |                       | Raportează eroare |
| HD-II-m-B-03362 (RAN: 87068.02)                    | Biserica de lemn „Pogorârea Sf. Duh” | oraș Lupeni                                                                         | Str. Bărbăteni 70 A | sec. XIX                                                            |                       | Raportează eroare |
| HD-II-a-A-03363 (RAN: 91143.01)                    | Cetatea Mălăiești | sat Mălăiești; comuna Sălașu de Sus                                                 | 69 45.48314°N 22.94738°E | sec. XIV                                                            | Alte imagini          | Raportează eroare |
| HD-II-m-A-03363.01 (RAN: 91143.01.01)              | Donjon | sat Mălăiești; comuna Sălașu de Sus                                                 | 69 45.48314°N 22.94739°E | sec. XIV                                                            |                       | Raportează eroare |
| HD-II-m-A-03363.02 (RAN: 91143.01.02)              | Zid incintă | sat Mălăiești; comuna Sălașu de Sus                                                 | 69 45.48314°N 22.94739°E | sec. XIV                                                            | Încarcă foto \| video | Raportează eroare |
| HD-II-m-A-03364 (RAN: 92257.01)                    | Biserica de lemn „Înălțarea Domnului” | sat Micănești; comuna Zam                                                           | | 1761                                                                | Alte imagini          | Raportează eroare |
| HD-II-m-A-03365 (RAN: 92051.04)                    | Biserică reformată | sat Mintia; comuna Vețel                                                            | Str. Iancu Avram 32 45.92347°N 22.85222°E | sec. XVI                                                            | Alte imagini          | Raportează eroare |
| HD-II-a-A-03366                                    | Ansamblul castelului Gyulay Ferencz | sat Mintia; comuna Vețel                                                            | Str. Matei Corvin 34B 45.92496°N 22.85636°E | sec. XVII - XX                                                      |                       | Raportează eroare |
| HD-II-m-A-03366.01                                 | Castelul Gyulay Ferencz | sat Mintia; comuna Vețel                                                            | Str. Matei Corvin 34B | 1642, modif. 1834                                                   |                       | Raportează eroare |
| HD-II-m-A-03366.02                                 | Parc | sat Mintia; comuna Vețel                                                            | Str. Matei Corvin 34B | sec. XIX                                                            | Încarcă foto \| video | Raportează eroare |
| HD-II-m-A-03367 (RAN: 92060.01)                    | Biserica de lemn „Duminica Tuturor Sfinților”                                                                                            | sat Muncelu Mare; comuna Vețel                                                      | 17 | 1762                                                                | Alte imagini          | Raportează eroare |
| HD-II-m-A-03368 (RAN: 87594.02)                    | Biserică românească (ruine) | localitate componentă Nălațvad; oraș Hațeg                                          | 70 | sec. XVI                                                            | Încarcă foto \| video | Raportează eroare |
| HD-II-a-A-03369                                    | Ansamblul castelului Nalatzi-Fay | localitate componentă Nălațvad; oraș Hațeg                                          | 91 45.59109°N 22.93372°E | sec. XIX                                                            | Alte imagini          | Raportează eroare |
| HD-II-m-A-03369.01                                 | Castelul Nalatzi-Fay | localitate componentă Nălațvad; oraș Hațeg                                          | 91 | sec. XIX                                                            |                       | Raportează eroare |
| HD-II-m-A-03369.02                                 | Parc | localitate componentă Nălațvad; oraș Hațeg                                          | 91 | sec. XIX                                                            |                       | Raportează eroare |
| HD-II-m-B-03370 (RAN: 91152.01)                    | Biserica „Înălțarea Domnului” | sat Nucșoara; comuna Sălașu de Sus                                                  | 38 45.48394°N 22.91996°E | 1786                                                                | Alte imagini          | Raportează eroare |
| HD-II-m-B-03371                                    | Casa parohială ortodoxă | sat Nucșoara; comuna Sălașu de Sus                                                  | 41 | sec. XIX                                                            | Încarcă foto \| video | Raportează eroare |
| HD-II-m-B-03372                                    | Biserica „Sfântul Ierarh Nicolae” | sat Obârșa; comuna Tomești                                                          | | sec. XIX                                                            | Alte imagini          | Raportează eroare |
| HD-II-m-B-03373 (RAN: 91875.01)                    | Biserica de lemn „Adormirea Maicii Domnului”                                                                                             | sat Ocișor; comuna Vața de Jos                                                      | 34 | 1802                                                                | Alte imagini          | Raportează eroare |
| HD-II-m-A-03374 (RAN: 91866.01)                    | Biserica de lemn „Sf. Arhangheli” | sat Ociu; comuna Vața de Jos                                                        | 46 | 1750 - 1800                                                         | Alte imagini          | Raportează eroare |
| HD-II-s-B-03375                                    | Centrul istoric al orașului | municipiul Orăștie                                                                  | Străzile Barițiu George, Bălcescu Nicolae, Beriului, Coșbuc George, Creangă Ion, Dobrogeanu-Gherea C., Eminescu Mihai, Goga Octavian, Lazăr Gheorghe, Luminii, Orizontului, Primăverii, Șaguna Andrei, Tolstoi L. N.; Piața Victoriei; Str. Viilor; Piața, Vlaicu Aurel | sec. XVIII - XIX                                                    | Alte imagini          | Raportează eroare |
| HD-II-a-B-03375.13                                 | Ansamblul urban „Str. George Barițiu” | municipiul Orăștie                                                                  | Str. Barițiu George 1-5; 2-20 | sec. XVIII - XIX                                                    | Încarcă foto \| video | Raportează eroare |
| HD-II-m-B-03382                                    | Casa Poștelor | municipiul Orăștie                                                                  | Str. Barițiu George 7 | sec. XIX                                                            | Încarcă foto \| video | Raportează eroare |
| HD-II-m-B-03383                                    | Casă | municipiul Orăștie                                                                  | Str. Barițiu George 14 | cca. 1900                                                           | Încarcă foto \| video | Raportează eroare |
| HD-II-a-A-03376 (RAN: 87647.01)                    | Cetatea Orăștie | municipiul Orăștie                                                                  | Str. Bălcescu Nicolae 45.83695°N 23.19517°E | sec. XIV - XV, transf. și amplificări sec. XVI și XVII              | Alte imagini          | Raportează eroare |
| HD-II-m-A-03376.01                                 | Zidul Cetății cu turnurile de est, de sud și de vest                                                                                     | municipiul Orăștie                                                                  | Str. Bălcescu Nicolae 45.83695°N 23.19517°E |                                                                     |                       | Raportează eroare |
| HD-II-m-A-03377                                    | Biserică luterană | municipiul Orăștie                                                                  | Str. Bălcescu Nicolae f.n. 45.83732°N 23.19589°E | 1820                                                                |                       | Raportează eroare |
| HD-II-a-B-03375.04                                 | Ansamblul urban „Str. Nicolae Bălcescu”                                                                                                  | municipiul Orăștie                                                                  | Str. Bălcescu Nicolae 1-39; 2-20 | sec. XVIII - XIX                                                    |                       | Raportează eroare |
| HD-II-m-A-03378 (RAN: 87647.05)                    | Biserică reformată | municipiul Orăștie                                                                  | Str. Bălcescu Nicolae 2 45.83713°N 23.19595°E | sec. XIV, ref sec. XVI, turn 1752                                   |                       | Raportează eroare |
| HD-II-m-B-03379                                    | Casina Română, azi Hotel „Augusta” | municipiul Orăștie                                                                  | Str. Bălcescu Nicolae 5 | sec. XIX                                                            | Încarcă foto \| video | Raportează eroare |
| HD-II-m-B-03381                                    | Banca Ardeleană | municipiul Orăștie                                                                  | Str. Bălcescu Nicolae 18 | 1892                                                                |                       | Raportează eroare |
| HD-II-m-B-03384 (RAN: 87647.14)                    | Sinagogă | municipiul Orăștie                                                                  | Str. Cetății 1 | sec. XVIII                                                          | Alte imagini          | Raportează eroare |
| HD-II-a-B-03375.01                                 | Ansamblul urban „Str. George Coșbuc” | municipiul Orăștie                                                                  | Str. Coșbuc George 1-17; 2-28 | sec. XVIII - XIX                                                    | Încarcă foto \| video | Raportează eroare |
| HD-II-m-B-03385                                    | Poșta veche, azi birouri notariale | municipiul Orăștie                                                                  | Str. Coșbuc George 7 | cca. 1900                                                           | Încarcă foto \| video | Raportează eroare |
| HD-II-a-B-03375.12                                 | Ansamblul urban „Str. Ion Creangă” | municipiul Orăștie                                                                  | Str. Creangă Ion 1-5; 2-14 | sec. XVIII - XIX                                                    |                       | Raportează eroare |
| HD-II-m-B-03386                                    | Magazinul „Vulcu” | municipiul Orăștie                                                                  | Str. Creangă Ion 1 | înc. sec. XX                                                        |                       | Raportează eroare |
| HD-II-a-B-03375.15                                 | Ansamblul urban „Str. C. Dobrogeanu-Gherea”                                                                                              | municipiul Orăștie                                                                  | Str. Dobrogeanu-Gherea C. | sec. XVIII - XIX                                                    | Încarcă foto \| video | Raportează eroare |
| HD-II-a-B-03375.06                                 | Ansamblul urban „Str. Mihai Eminescu” | municipiul Orăștie                                                                  | Str. Eminescu Mihai | sec. XVIII - XIX                                                    | Încarcă foto \| video | Raportează eroare |
| HD-II-m-B-03387 (RAN: 87647.15)                    | Casă | municipiul Orăștie                                                                  | Str. Eminescu Mihai 4 | sec. XVIII                                                          | Încarcă foto \| video | Raportează eroare |
| HD-II-a-B-03375.05                                 | Ansamblul urban „Str. Octavian Goga” | municipiul Orăștie                                                                  | Str. Goga Octavian 1-27 | sec. XVIII - XIX                                                    | Încarcă foto \| video | Raportează eroare |
| HD-II-m-B-03388                                    | Casă | municipiul Orăștie                                                                  | Str. Goga Octavian 11 | sec. XIX                                                            | Încarcă foto \| video | Raportează eroare |
| HD-II-m-B-03389                                    | Fostul Gimnaziu Românesc de Fete „Despina Doamna”, azi Grupul Școlar de Chimie „Nicolaus Olahus”                                         | municipiul Orăștie                                                                  | Str. Goga Octavian 25 | cca. 1900                                                           | Încarcă foto \| video | Raportează eroare |
| HD-II-m-B-03390 (RAN: 87647.06)                    | Casă | municipiul Orăștie                                                                  | Str. Iancu Avram 2 | sec. XVIII                                                          | Încarcă foto \| video | Raportează eroare |
| HD-II-a-B-03375.16                                 | Ansamblul urban „Str. Nicolae Iorga” | municipiul Orăștie                                                                  | Str. Iorga Nicolae 1-9; 2-8 | sec. XVIII - XIX                                                    | Încarcă foto \| video | Raportează eroare |
| HD-II-m-B-03380                                    | Liceul Kún, azi Colegiul Național „Aurel Vlaicu”                                                                                         | municipiul Orăștie                                                                  | Str. Lazăr Gh.8 | înc. sec. XX                                                        |                       | Raportează eroare |
| HD-II-a-B-03375.14                                 | Ansamblul urban „Str. Gheorghe Lazăr” | municipiul Orăștie                                                                  | Str. Lazăr Gheorghe 3-5; 2-4 | sec. XVIII - XIX                                                    |                       | Raportează eroare |
| HD-II-a-B-03375.17                                 | Ansamblul urban „Str. Luminii” | municipiul Orăștie                                                                  | Str. Luminii 2-12 | sec. XVIII - XIX                                                    | Alte imagini          | Raportează eroare |
| HD-II-a-A-03391 (RAN: 87647.09)                    | Mănăstirea franciscană | municipiul Orăștie                                                                  | Str. Luminii 3 | sec. XVIII                                                          | Alte imagini          | Raportează eroare |
| HD-II-m-A-03391.01                                 | Biserică | municipiul Orăștie                                                                  | Str. Luminii 3 | sec. XVIII                                                          |                       | Raportează eroare |
| HD-II-m-A-03391.02                                 | Claustru | municipiul Orăștie                                                                  | Str. Luminii 3 | sec. XVIII                                                          |                       | Raportează eroare |
| HD-II-m-B-03392 (RAN: 87647.10)                    | Biserica „Sf. Nicolae” | municipiul Orăștie                                                                  | Str. Maior Petru f.n. | sec. XVIII                                                          | Alte imagini          | Raportează eroare |
| HD-II-a-B-03375.02                                 | Ansamblul urban „Str. Primăverii” | municipiul Orăștie                                                                  | Str. Primăverii 19-25; 24-26 | sec. XVIII - XIX                                                    | Încarcă foto \| video | Raportează eroare |
| HD-II-a-B-03375.08                                 | Ansamblul urban „Str. Dominic Stanca” | municipiul Orăștie                                                                  | Str. Stanca Dominic 1-21; 2-34 | sec. XVIII - XIX                                                    | Încarcă foto \| video | Raportează eroare |
| HD-II-a-B-03375.03                                 | Ansamblul urban „Str. Andrei Șaguna” | municipiul Orăștie                                                                  | Str. Șaguna Andrei 1-9; 2-16 | sec. XVIII - XIX                                                    | Încarcă foto \| video | Raportează eroare |
| HD-II-m-B-03393                                    | Clădire | municipiul Orăștie                                                                  | Str. Șaguna Andrei, mitropolit 16 | sec. XIX                                                            | Încarcă foto \| video | Raportează eroare |
| HD-II-m-A-03394 (RAN: 87647.08)                    | Biserica „Adormirea Maicii Domnului” | municipiul Orăștie                                                                  | Str. Unirii 4 A | sec. XVII                                                           | Alte imagini          | Raportează eroare |
| HD-II-m-B-03395                                    | Școală, azi Casa de copii preșcolari | municipiul Orăștie                                                                  | Str. Unirii 4 | 1864 - 1866, parterul; 1883 - 1884, etajul                          | Încarcă foto \| video | Raportează eroare |
| HD-II-a-B-03375.07                                 | Ansamblul urban „Piața Victoriei” | municipiul Orăștie                                                                  | Piața Victoriei | sec. XVIII - XIX                                                    |                       | Raportează eroare |
| HD-II-m-B-03396 (RAN: 87647.11)                    | Casă | municipiul Orăștie                                                                  | Piața Victoriei 5 | sec. XVIII                                                          | Încarcă foto \| video | Raportează eroare |
| HD-II-m-B-03397 (RAN: 87647.07)                    | Casă | municipiul Orăștie                                                                  | Piața Victoriei 6 | sec. XVIII                                                          | Încarcă foto \| video | Raportează eroare |
| HD-II-m-B-03398 (RAN: 87647.12)                    | Clădire | municipiul Orăștie                                                                  | Piața Victoriei 8 | sec. XVIII                                                          | Încarcă foto \| video | Raportează eroare |
| HD-II-m-B-03399 (RAN: 87647.13)                    | Casă | municipiul Orăștie                                                                  | Piața Victoriei 10 | sec. XVIII                                                          | Încarcă foto \| video | Raportează eroare |
| HD-II-a-B-03375.09                                 | Ansamblul urban „Str. Viilor” | municipiul Orăștie                                                                  | Str. Viilor 1-29; 2-24 | sec. XVIII - XIX                                                    | Încarcă foto \| video | Raportează eroare |
| HD-II-a-B-03375.10                                 | Ansamblul urban „Str. Dr. Aurel Vlad” | municipiul Orăștie                                                                  | Str. Vlad Aurel, dr. 7-13; 2-10 | sec. XVIII - XIX                                                    | Încarcă foto \| video | Raportează eroare |
| HD-II-a-B-03375.11                                 | Ansamblul urban „Piața Aurel Vlaicu” | municipiul Orăștie                                                                  | Piața Vlaicu Aurel | sec. XVIII - XIX                                                    |                       | Raportează eroare |
| HD-II-a-A-03400 (RAN: 90921.01)                    | Ansamblul bisericii „Pogorârea Sf. Duh”                                                                                                  | sat Ostrov; comuna Râu de Mori                                                      | 45.52788°N 22.84651°E | sec. XIV                                                            | Alte imagini          | Raportează eroare |
| HD-II-m-A-03400.01 (RAN: 90921.01.01, 90921.01.03) | Biserica „Pogorârea Sf. Duh” | sat Ostrov; comuna Râu de Mori                                                      | | sec. XIV                                                            |                       | Raportează eroare |
| HD-II-m-A-03400.02                                 | Incintă (spolii romane) | sat Ostrov; comuna Râu de Mori                                                      | | sec. XIV                                                            |                       | Raportează eroare |
| HD-II-m-A-03401 (RAN: 91170.01)                    | Biserica „Pogorârea Sf. Duh” | sat Paroș; comuna Sălașu de Sus                                                     | 183 45.4986°N 22.97004°E | sec. XV                                                             | Alte imagini          | Raportează eroare |
| HD-II-a-A-03402 (RAN: 91660.01)                    | Ansamblul castelului Pogany | sat Păclișa; comuna Totești                                                         | 45.5733°N 22.88618°E | sec. XVIII, cu modificări și adăugări sec. XIX                      | Alte imagini          | Raportează eroare |
| HD-II-m-A-03402.01 (RAN: 91660.01.01)              | Castelul Pogany | sat Păclișa; comuna Totești                                                         | | sec. XVIII                                                          |                       | Raportează eroare |
| HD-II-m-A-03402.02 (RAN: 91660.01.02)              | Parc | sat Păclișa; comuna Totești                                                         | | sec. XIX                                                            |                       | Raportează eroare |
| HD-II-m-B-03403 (RAN: 89384.02)                    | Casa Alexe Breasovay, azi Direcția pentru Protecția Copilului                                                                            | sat Peșteana; comuna Densuș                                                         | 136 45.54631°N 22.82091°E | sec. XVIII                                                          | Alte imagini          | Raportează eroare |
| HD-II-m-A-03404 (RAN: 89384.03)                    | Biserică reformată | sat Peșteana; comuna Densuș                                                         | 142 | sec. XVI - XVII                                                     | Alte imagini          | Raportează eroare |
| HD-II-m-A-03405 (RAN: 89384.04)                    | Biserica „Sf. Prooroc Ilie” | sat Peșteana; comuna Densuș                                                         | 150 | sec. XIV, sec. XV                                                   | Alte imagini          | Raportează eroare |
| HD-II-a-A-21106                                    | Exploatarea Minieră Petrila | oraș Petrila                                                                        | Str. Minei 2 |                                                                     | Încarcă foto \| video | Raportează eroare |
| HD-II-m-B-21106.01                                 | Atelierele mecanice | oraș Petrila                                                                        | Str. Minei 2 |                                                                     | Încarcă foto \| video | Raportează eroare |
| HD-II-m-A-21106.02                                 | Clădirea compresoarelor vechi și termocentrala cu coșul de fum                                                                           | oraș Petrila                                                                        | Str. Minei 2 |                                                                     | Încarcă foto \| video | Raportează eroare |
| HD-II-m-A-21106.03                                 | Mina Deak | oraș Petrila                                                                        | Str. Minei 2 |                                                                     | Încarcă foto \| video | Raportează eroare |
| HD-II-m-B-21106.04                                 | Puțul nou cu schip | oraș Petrila                                                                        | Str. Minei 2 |                                                                     | Încarcă foto \| video | Raportează eroare |
| HD-II-m-B-21106.05                                 | Puțul centru (turnul și hala) | oraș Petrila                                                                        | Str. Minei 2 |                                                                     | Încarcă foto \| video | Raportează eroare |
| HD-II-m-B-21106.06                                 | Preparația veche | oraș Petrila                                                                        | Str. Minei 2 |                                                                     | Încarcă foto \| video | Raportează eroare |
| HD-II-a-B-03406                                    | Cartierul de locuințe muncitorești „Colonia”                                                                                             | municipiul Petroșani                                                                | Str. Jiul de Est, Cărbunelui, linia de cale ferată, gară și Str. Vlad Țepeș | sf. sec. XIX                                                        |                       | Raportează eroare |
| HD-II-a-B-03407                                    | Centrul istoric al orașului | municipiul Petroșani                                                                | Str. Mihai Viteazul; Str. 1 Decembrie 1918 (între Piața Victoriei și Centrul civic); Str. Dragalina, general; Str. Timișoarei | sf. sec. XIX                                                        |                       | Raportează eroare |
| HD-II-m-B-03408                                    | Dispensarul „Principele Mircea”, azi Casa de cultură a studenților                                                                       | municipiul Petroșani                                                                | Str. 1 Decembrie 1918 62 | 1925                                                                |                       | Raportează eroare |
| HD-II-m-B-03409                                    | Primul sediu al S.A. R. Petroșani, azi Muzeul Mineritului                                                                                | municipiul Petroșani                                                                | Str. Bălcescu Nicolae 2 45.41658°N 23.37113°E | 1920                                                                |                       | Raportează eroare |
| HD-II-m-B-03410                                    | Fostul sediu al Sindicatul Minier | municipiul Petroșani                                                                | Str. Cuza Vodă 4 | 1921 - 1946                                                         | Încarcă foto \| video | Raportează eroare |
| HD-II-m-B-03412                                    | Cazinoul Muncitoresc | municipiul Petroșani                                                                | Str. Grivița Roșie 38 | 1925                                                                |                       | Raportează eroare |
| HD-II-m-B-03413 (RAN: 87004.02)                    | Biserica de lemn „Sf. Arhangheli” (a „Sânonilor”)                                                                                        | municipiul Petroșani                                                                | Str. Lunca 8 | sec. XVIII                                                          | Alte imagini          | Raportează eroare |
| HD-II-m-B-03414                                    | Cazinoul Funcționarilor, azi Teatrul „I. D. Sârbu”                                                                                       | municipiul Petroșani                                                                | Str. Mihai Viteazul 2 45.41943°N 23.37025°E | 1905                                                                |                       | Raportează eroare |
| HD-II-m-B-03415 (RAN: 92266.01)                    | Biserica de lemn „Sf. Apostoli” | sat Pogănești; comuna Zam                                                           | | sec. XVIII                                                          | Alte imagini          | Raportează eroare |
| HD-II-m-B-03416                                    | Biserica „Pogorârea Sf. Duh” | sat Ponor; comuna Pui                                                               | 12 | sec. XVIII                                                          | Alte imagini          | Raportează eroare |
| HD-II-a-B-03417                                    | Ansamblul rural Pricaz | sat Pricaz; comuna Turdaș                                                           | Întreaga localitate | sf. sec. XIX-înc. sec. XX                                           |                       | Raportează eroare |
| HD-II-a-B-03418                                    | Ansamblul rural Pui | sat Pui; comuna Pui                                                                 | Zona de SE a localității, cu str. Morilor (până la nr. 31) și Republicii (până la nr. 75) | sf. sec. XIX-înc. sec. XX                                           | Încarcă foto \| video | Raportează eroare |
| HD-II-m-B-03419 (RAN: 90547.01)                    | Casă | sat Pui; comuna Pui                                                                 | Str. Morii 9-10 | sec. XVIII                                                          | Încarcă foto \| video | Raportează eroare |
| HD-II-m-B-03420 (RAN: 90547.02)                    | Casă | sat Pui; comuna Pui                                                                 | Str. Morii 58 | sec. XVIII                                                          | Încarcă foto \| video | Raportează eroare |
| HD-II-m-A-03421 (RAN: 90672.05)                    | Biserică reformată | sat Rapoltu Mare; comuna Rapoltu Mare                                               | 45.86744°N 23.06939°E | sec. XIV                                                            | Alte imagini          | Raportează eroare |
| HD-II-a-B-03422 (RAN: 90672.04)                    | Ansamblul conacului Daniel | sat Rapoltu Mare; comuna Rapoltu Mare                                               | 45.86748°N 23.07025°E | sec. XVIII                                                          |                       | Raportează eroare |
| HD-II-m-B-03422.01                                 | Conacul Daniel | sat Rapoltu Mare; comuna Rapoltu Mare                                               | | sec. XVIII                                                          |                       | Raportează eroare |
| HD-II-m-B-03422.02                                 | Capelă | sat Rapoltu Mare; comuna Rapoltu Mare                                               | | sec. XVIII                                                          | Încarcă foto \| video | Raportează eroare |
| HD-II-m-B-03422.03                                 | Moară | sat Rapoltu Mare; comuna Rapoltu Mare                                               | | sec. XVIII                                                          | Încarcă foto \| video | Raportează eroare |
| HD-II-m-B-03422.04                                 | Pivniță | sat Rapoltu Mare; comuna Rapoltu Mare                                               | | sec. XVIII                                                          | Încarcă foto \| video | Raportează eroare |
| HD-II-m-B-03422.05                                 | Zid de incintă | sat Rapoltu Mare; comuna Rapoltu Mare                                               | | sec. XVIII                                                          |                       | Raportează eroare |
| HD-II-a-B-03423                                    | Ansamblul rural Rapoltu Mare | sat Rapoltu Mare; comuna Rapoltu Mare                                               | Jumătatea de N a satului, la dreapta drumului Bobâlna- Rapolțel | sf. sec. XIX - înc. sec. XX                                         | Încarcă foto \| video | Raportează eroare |
| HD-II-m-A-03424 (RAN: 90734.03)                    | Cetatea Răchitova | sat Răchitova; comuna Răchitova                                                     | La 500 m S de sat 45.60113°N 22.74788°E | sec. XIV                                                            |                       | Raportează eroare |
| HD-II-m-A-03425 (RAN: 90734.02)                    | Biserică românească (ruine) | sat Răchitova; comuna Răchitova                                                     | La cca. 300 m de cetate | sec. XV                                                             | Încarcă foto \| video | Raportează eroare |
| HD-II-m-A-03426 (RAN: 89516.01)                    | Biserica de lemn „Cuvioasa Paraschiva”                                                                                                   | sat Rădulești; comuna Dobra                                                         | | 1733                                                                | Alte imagini          | Raportează eroare |
| HD-II-m-A-03427 (RAN: 91198.02)                    | Biserică parohială reformată | sat Râu Alb; comuna Sălașu de Sus                                                   | 5 45.52103°N 23.00426°E | sec. XV - XVI                                                       | Alte imagini          | Raportează eroare |
| HD-II-a-A-03428 (RAN: 90887.01)                    | Curtea nobiliară a Cândeștilor | sat Râu de Mori; comuna Râu de Mori                                                 | 45.49563°N 22.85351°E | sec. XV - XVI, transf. sec. XVII-XIX                                | Alte imagini          | Raportează eroare |
| HD-II-m-A-03428.01 (RAN: 90887.01.01)              | Curia Cândeștilor | sat Râu de Mori; comuna Râu de Mori                                                 | Pe malul râului, sediul fostului CAP 45.4961°N 22.85532°E | sec. XV - XVII                                                      |                       | Raportează eroare |
| HD-II-m-A-03428.02 (RAN: 90887.01.02)              | Capelă | sat Râu de Mori; comuna Râu de Mori                                                 | Pe malul râului, sediul fostului CAP 45.4961°N 22.85532°E | sec. XV                                                             |                       | Raportează eroare |
| HD-II-m-A-03428.03                                 | Zid de incintă | sat Râu de Mori; comuna Râu de Mori                                                 | Pe malul râului, sediul fostului CAP | sec. XV - XVII                                                      |                       | Raportează eroare |
| HD-II-m-A-03429 (RAN: 90887.02)                    | Biserică parohială reformată | sat Râu de Mori; comuna Râu de Mori                                                 | | sec. XVIII - XIX                                                    | Alte imagini          | Raportează eroare |
| HD-II-m-A-03430 (RAN: 90850.01)                    | Biserica de lemn „Cuvioasa Paraschiva”                                                                                                   | sat Ribicioara; comuna Ribița                                                       | 11 | 1763                                                                | Alte imagini          | Raportează eroare |
| HD-II-m-A-03431 (RAN: 90814.01)                    | Biserica „Sf. Nicolae” | sat Ribița; comuna Ribița                                                           | 145 46.17821°N 22.76464°E | 1417                                                                | Alte imagini          | Raportează eroare |
| HD-II-m-A-03432 (RAN: 91009.02)                    | Casa parohială evanghelică | sat Romos; comuna Romos                                                             | | sec. XVII                                                           | Încarcă foto \| video | Raportează eroare |
| HD-II-a-B-03433                                    | Ansamblul rural Romos | sat Romos; comuna Romos                                                             | Întreaga localitate | sf. sec. XIX-înc. sec. XX                                           |                       | Raportează eroare |
| HD-II-m-A-03434 (RAN: 89525.01)                    | Biserica „Buna Vestire” | sat Roșcani; comuna Dobra                                                           | | sec. XVIII                                                          | Alte imagini          | Raportează eroare |
| HD-II-a-B-03435                                    | Gospodăria Jurca | sat Rovina; comuna Bucureșci                                                        | | sec. XIX                                                            | Încarcă foto \| video | Raportează eroare |
| HD-II-m-B-03435.01                                 | Casa de lemn Jurca | sat Rovina; comuna Bucureșci                                                        | | sec. XIX                                                            | Încarcă foto \| video | Raportează eroare |
| HD-II-m-B-03435.02                                 | Șură | sat Rovina; comuna Bucureșci                                                        | | sec. XIX                                                            | Încarcă foto \| video | Raportează eroare |
| HD-II-m-A-03436 (RAN: 88902.01)                    | Biserica de lemn „Înălțarea Sf. Cruci”                                                                                                   | sat Rovina; comuna Bucureșci                                                        | 65 | 1780                                                                | Alte imagini          | Raportează eroare |
| HD-II-m-A-03437 (RAN: 86927.01)                    | Biserica „Sf. Arhangheli” | sat Ruda; comuna Ghelari                                                            | | 1653                                                                |                       | Raportează eroare |
| HD-II-m-A-03438 (RAN: 89776.01)                    | Biserica de lemn „Cuvioasa Paraschiva”                                                                                                   | sat Runcșor; comuna Gurasada                                                        | | sec. XVII                                                           | Alte imagini          | Raportează eroare |
| HD-II-a-B-03439                                    | Ansamblul castelului Nopcsa | sat Săcel; comuna Sântămăria-Orlea                                                  | 45.56157°N 22.9275°E | sec. XIX                                                            |                       | Raportează eroare |
| HD-II-m-B-03439.01                                 | Castelul contelui Nopcsa | sat Săcel; comuna Sântămăria-Orlea                                                  | | sec. XIX                                                            | Alte imagini          | Raportează eroare |
| HD-II-m-B-03439.02                                 | Parc | sat Săcel; comuna Sântămăria-Orlea                                                  | | sec. XIX                                                            |                       | Raportează eroare |
| HD-II-m-A-03440 (RAN: 91125.02)                    | Biserica „Nemeșilor” | sat Sălașu de Sus; comuna Sălașu de Sus                                             | 284 45.50929°N 22.9538°E | sec. XVIII                                                          | Alte imagini          | Raportează eroare |
| HD-II-a-A-03441 (RAN: 91125.03)                    | Curtea cnezilor Cândreș | sat Sălașu de Sus; comuna Sălașu de Sus                                             | 327 45.51265°N 22.95571°E | sec. XV - XVII                                                      | Alte imagini          | Raportează eroare |
| HD-II-m-A-03441.01                                 | Casa cneazială (ruine) | sat Sălașu de Sus; comuna Sălașu de Sus                                             | 327 | sec. XV - XVII                                                      | Încarcă foto \| video | Raportează eroare |
| HD-II-m-A-03441.02                                 | Paraclis | sat Sălașu de Sus; comuna Sălașu de Sus                                             | 327 | sec. XV - XVII                                                      | Încarcă foto \| video | Raportează eroare |
| HD-II-m-A-03441.03                                 | Fortificație (zid incintă, cu patru turnuri la colțuri)                                                                                  | sat Sălașu de Sus; comuna Sălașu de Sus                                             | 327 | sec. XV - XVII                                                      |                       | Raportează eroare |
| HD-II-m-A-03442 (RAN: 91125.04)                    | Biserica „Sf. Atanasie și Chiril” | sat Sălașu de Sus; comuna Sălașu de Sus                                             | Str. Ulița Mare 153 | sec. XV - XVI, cu transf. sec. XIX                                  | Alte imagini          | Raportează eroare |
| HD-II-m-A-03444 (RAN: 91303.02)                    | Biserica „Sf. Gheorghe” | sat Sânpetru; comuna Sântămăria-Orlea                                               | 45.5515°N 22.91215°E | sec. XIV                                                            | Alte imagini          | Raportează eroare |
| HD-II-m-A-03445 (RAN: 91241.03)                    | Biserica cnezilor Cândea, azi Biserica reformată                                                                                         | sat Sântămăria-Orlea; comuna Sântămăria-Orlea                                       | 45.59058°N 22.96983°E | sf. sec. XIII-înc. sec. XV                                          | Alte imagini          | Raportează eroare |
| HD-II-a-A-03446                                    | Ansamblul castelului Kendeffy | sat Sântămăria-Orlea; comuna Sântămăria-Orlea                                       | 45.58895°N 22.96642°E | sf. sec. XVIII-înc. sec. XIX Josef Schulz                           |                       | Raportează eroare |
| HD-II-m-A-03446.01                                 | Castelul Kendeffy | sat Sântămăria-Orlea; comuna Sântămăria-Orlea                                       | 45.58925°N 22.96623°E | sf. sec. XVIII                                                      | Alte imagini          | Raportează eroare |
| HD-II-m-A-03446.02                                 | Anexe | sat Sântămăria-Orlea; comuna Sântămăria-Orlea                                       | | sf. sec. XVIII-înc. sec. XIX                                        |                       | Raportează eroare |
| HD-II-m-A-03446.03                                 | Parc | sat Sântămăria-Orlea; comuna Sântămăria-Orlea                                       | | sec. XIX                                                            |                       | Raportează eroare |
| HD-II-m-A-03447 (RAN: 87610.01)                    | Biserica „Sf. Ioan Evanghelistul” a Mănăstirii Prislop                                                                                   | sat aparținător Silvașu de Sus; oraș Hațeg                                          | 129, la 3 km V de sat 45.6314°N 22.85°E | 1564, fragmente de pictură murală din 1759                          | Alte imagini          | Raportează eroare |
| HD-II-a-B-03448                                    | Ansamblul castelului Bella Fay | oraș Simeria                                                                        | Str. Biscaria 1 45.85715°N 23.01068°E | înc. sec. XIX                                                       |                       | Raportează eroare |
| HD-II-m-B-03448.01                                 | Castelul Bella Fay | oraș Simeria                                                                        | Str. Biscaria 1 | înc. sec. XIX                                                       | Alte imagini          | Raportează eroare |
| HD-II-m-B-03448.02                                 | Parc dendrologic | oraș Simeria                                                                        | Str. Biscaria 1 45.86123°N 23.01499°E | înc. sec. XIX                                                       | Alte imagini          | Raportează eroare |
| HD-II-m-B-03449                                    | Gara CFR | oraș Simeria                                                                        | Str. Victoriei 9 45.84622°N 23.01378°E | 1866                                                                | Alte imagini          | Raportează eroare |
| HD-II-m-B-03450                                    | Fostul sediu al generalului Bem | sat aparținător Simeria Veche; oraș Simeria                                         | 1 | sec. XVIII                                                          | Încarcă foto \| video | Raportează eroare |
| HD-II-m-B-20936                                    | Biserica Adormirea Maicii Domnului | sat Stănija; comuna Buceș                                                           | Str. Principală 163 | 1840                                                                | Alte imagini          | Raportează eroare |
| HD-II-m-B-03451 (RAN: 89534.01)                    | Biserica de lemn „Cuvioasa Paraschiva”                                                                                                   | sat Stâncești; comuna Dobra                                                         | | sec. XIX                                                            | Alte imagini          | Raportează eroare |
| HD-II-m-A-03452 (RAN: 87530.02)                    | Biserica „Adormirea Maicii Domnului” | sat aparținător Strei; oraș Călan                                                   | În cimitir 45.7548°N 22.97819°E | sf. sec. XIII - sec. XIV                                            | Alte imagini          | Raportează eroare |
| HD-II-m-B-03453                                    | Hidrocentrală | sat aparținător Streisângeorgiu; oraș Călan                                         | La ieșirea din localitate, spre Boșorod | sf. sec. XIX                                                        | Încarcă foto \| video | Raportează eroare |
| HD-II-m-A-03454 (RAN: 87442.02)                    | Biserica „Sf. Gheorghe” | sat aparținător Streisângeorgiu; oraș Călan                                         | 239 45.73°N 23.02°E | sf. sec. XI, reparată 1409, adăugire sec. XVIII                     | Alte imagini          | Raportează eroare |
| HD-II-a-A-03455 (RAN: 91312.03)                    | Cetatea regală a Hațegului | sat Subcetate; comuna Sântămăria-Orlea                                              | Vârful dealului Orlea | sec. XIII - XV                                                      | Încarcă foto \| video | Raportează eroare |
| HD-II-m-A-03455.01 (RAN: 91312.03.01)              | Turn hexagonal | sat Subcetate; comuna Sântămăria-Orlea                                              | Vârful dealului Orlea | sec. XIII-XV                                                        | Încarcă foto \| video | Raportează eroare |
| HD-II-m-A-03455.02 (RAN: 91312.03.02)              | Incintă din piatră cu val și șanț | sat Subcetate; comuna Sântămăria-Orlea                                              | Vârful dealului Orlea | sec. XIII - XV                                                      | Încarcă foto \| video | Raportează eroare |
| HD-II-m-A-03456 (RAN: 91312.02)                    | Vechea biserică ortodoxă (ruine) | sat Subcetate; comuna Sântămăria-Orlea                                              | | sec. XVII                                                           | Alte imagini          | Raportează eroare |
| HD-II-m-A-03457 (RAN: 91438.01)                    | Biserica de lemn „Adormirea Maicii Domnului”                                                                                             | sat Sulighete; comuna Șoimuș                                                        | 169 | sec. XVIII                                                          | Alte imagini          | Raportează eroare |
| HD-II-a-A-03458 (RAN: 90967.03)                    | Cetatea cnezială a Cândeștilor (Cetatea de Colț)                                                                                         | sat Suseni; comuna Râu de Mori                                                      | Vârful Colțului | sec. XV                                                             | Alte imagini          | Raportează eroare |
| HD-II-m-A-03458.01 (RAN: 90967.03.02)              | Incintă fortificată (ruine) | sat Suseni; comuna Râu de Mori                                                      | Vârful Colțului | sec. XV                                                             | Încarcă foto \| video | Raportează eroare |
| HD-II-m-A-03458.02 (RAN: 90967.03.03)              | Turn-locuință (ruine) | sat Suseni; comuna Râu de Mori                                                      | Vârful Colțului | sec. XV                                                             | Încarcă foto \| video | Raportează eroare |
| HD-II-a-A-03459 (RAN: 90967.04)                    | Curtea nobiliară a Cândeștilor (ruine)                                                                                                   | sat Suseni; comuna Râu de Mori                                                      | Pe malul drept al Râușorului, la marginea satului | sec. XVI - XVIII                                                    | Încarcă foto \| video | Raportează eroare |
| HD-II-m-A-03460 (RAN: 90967.05)                    | Biserica cnezilor Cândea | sat Suseni; comuna Râu de Mori                                                      | Pe malul stâng al Râușorului, la marginea satului 45.48019°N 22.87207°E | sec. XIV                                                            | Alte imagini          | Raportează eroare |
| HD-II-m-A-03461 (RAN: 91349.02)                    | Biserica de lemn „Sf. Nicolae” | sat Șoimuș; comuna Șoimuș                                                           | 64 | 1705                                                                | Alte imagini          | Raportează eroare |
| HD-II-m-A-03462 (RAN: 88626.01)                    | Biserica de lemn „Sf. Nicolae” | sat Târnava; comuna Brănișca                                                        | 46 | mijl. sec. XVII, turn mijl. sec. XVIII                              | Alte imagini          | Raportează eroare |
| HD-II-m-A-03463 (RAN: 88635.02)                    | Biserica de lemn „Cuvioasa Paraschiva”                                                                                                   | sat Târnăvița; comuna Brănișca                                                      | 76 A | sec. XVII                                                           | Alte imagini          | Raportează eroare |
| HD-II-m-A-03464 (RAN: 89142.01)                    | Biserica de lemn „Pogorârea Sf. Duh” | sat Tisa; comuna Burjuc                                                             | 106 | sec. XVIII                                                          | Alte imagini          | Raportează eroare |
| HD-II-a-B-03465                                    | Gospodăria Herbei | sat Tomești; comuna Tomești                                                         | Str. Părăoani | sec. XIX                                                            | Încarcă foto \| video | Raportează eroare |
| HD-II-m-B-03465.01                                 | Casa Herbei | sat Tomești; comuna Tomești                                                         | Str. Părăoani | sec. XIX                                                            | Încarcă foto \| video | Raportează eroare |
| HD-II-m-B-03465.02                                 | Șură | sat Tomești; comuna Tomești                                                         | Str. Părăoani | sec. XIX                                                            | Încarcă foto \| video | Raportează eroare |
| HD-II-m-B-03466                                    | Biserica de lemn „Sf. Nicolae” | sat Tomnatec; comuna Bulzeștii de Sus                                               | Cartier Tomnatecu de Jos | 1842                                                                |                       | Raportează eroare |
| HD-II-m-B-03467                                    | Biserica de lemn „Buna Vestire” | sat Tomnatec; comuna Bulzeștii de Sus                                               | Cartier Tomnatecu de Sus | sec. XVIII                                                          | Alte imagini          | Raportează eroare |
| HD-II-m-A-03468 (RAN: 91544.01)                    | Furnal (ruine) | sat Toplița; comuna Toplița                                                         | Zona morii | 1781                                                                | Încarcă foto \| video | Raportează eroare |
| HD-II-m-A-03469 (RAN: 88207.01)                    | Biserica „Buna Vestire” | sat Trestia; comuna Băița                                                           | | 1674                                                                | Alte imagini          | Raportează eroare |
| HD-II-a-B-00377 (fost AB-II-a-B-00377)             | Ansamblul bisericii reformate | sat Turdaș; comuna Turdaș                                                           | | sec. XV - XVIII                                                     | Alte imagini          | Raportează eroare |
| HD-II-m-B-00377.01 (fost AB-II-m-B-00377.01)       | Biserica reformată | sat Turdaș; comuna Turdaș                                                           | | sec. XV - XVIII                                                     |                       | Raportează eroare |
| HD-II-m-B-00377.02 (fost AB-II-m-B-00377.02)       | Zid de incintă | sat Turdaș; comuna Turdaș                                                           | | sec. XV - XVIII                                                     |                       | Raportează eroare |
| HD-II-a-B-03470                                    | Ansamblul rural Turdaș | sat Turdaș; comuna Turdaș                                                           | Întreaga localitate | sf. sec. XIX-înc. sec. XX                                           |                       | Raportează eroare |
| HD-II-m-B-03471                                    | Biserica „Sf. Nicolae” | sat Uibărești; comuna Ribița                                                        | 23 | sec. XIX                                                            | Alte imagini          | Raportează eroare |
| HD-II-m-A-03472 (RAN: 91615.01)                    | Biserica de lemn „Sf. Nicolae” | sat Vălari; comuna Toplița                                                          | 45.68388°N 22.72916°E | sec. XVII                                                           |                       | Raportează eroare |
| HD-II-m-A-03473 (RAN: 87978.01)                    | Biserica de lemn „Sf. Arhangheli” | sat Vălișoara; comuna Balșa                                                         | | 1787                                                                | Alte imagini          | Raportează eroare |
| HD-II-m-B-03474                                    | Biserica de lemn „Cuvioasa Paraschiva”                                                                                                   | sat Vețel; comuna Vețel                                                             | | sec. XVIII                                                          | Alte imagini          | Raportează eroare |
| HD-II-m-A-03475 (RAN: 92186.01)                    | Biserica de lemn „Nașterea Sf. Ioan Botezătorul”                                                                                         | sat Zam; comuna Zam                                                                 | | înc. sec. XVIII                                                     | Alte imagini          | Raportează eroare |
| HD-II-a-B-03476 (RAN: 92186.02)                    | Ansamblul castelului Nopcsa | sat Zam; comuna Zam                                                                 | 46.00784°N 22.44218°E | sec. XVIII - XIX                                                    |                       | Raportează eroare |
| HD-II-m-B-03476.01 (RAN: 92186.02.01)              | Castelul Nopcsa | sat Zam; comuna Zam                                                                 | | sec. XVIII - XIX                                                    | Alte imagini          | Raportează eroare |
| HD-II-m-B-03476.02 (RAN: 92186.02.02)              | Parc | sat Zam; comuna Zam                                                                 | | sec. XIX                                                            | Încarcă foto \| video | Raportează eroare |
| HD-II-a-B-03477                                    | Ansamblul rural din zona centrală a satului                                                                                              | sat Zam; comuna Zam                                                                 | Zona centrală a satului, lângă parcul castelului, incluzând casele cu nr. 226-246 | sf. sec. XVIII-înc. sec. XX                                         | Încarcă foto \| video | Raportează eroare |
| HD-III-m-B-03478                                   | Statuia lui Decebal | municipiul Deva                                                                     | Bd. 1 Decembrie 1918 39A, la intrarea în parcul orașului 45.8851°N 22.8996°E | 6 august 1937 Radu Moga Mânzat (sculptor)                           | Alte imagini          | Raportează eroare |
| HD-III-m-B-03479                                   | Monumentul lui Aurel Vlaicu | sat aparținător Aurel Vlaicu; oraș Geoagiu                                          | În fața casei memoriale Aurel Vlaicu | sec. XX                                                             |                       | Raportează eroare |
| HD-III-m-B-03480                                   | Bustul lui Avram Iancu | sat Baia de Criș; comuna Baia de Criș                                               | În centru, în parc, în fața fostei clădiri a Prefecturii Comitatului Țării Zarandului 46.17505°N 22.71406°E | noiembrie 1925 Cornel Medrea                                        |                       | Raportează eroare |
| HD-III-m-B-03484                                   | Bustul lui Avram Iancu | sat Baia de Criș; comuna Baia de Criș                                               | În curtea Școlii generale „Avram Iancu” 46.17604°N 22.71243°E | 1934 Radu Moga Mânzat                                               | Alte imagini          | Raportează eroare |
| HD-III-m-B-03481                                   | Bustul lui Crișan | municipiul Brad                                                                     | Str. Liceului 18, în curtea liceului „Avram Iancu” 46.12857°N 22.78561°E | 1934 Radu Moga Mânzat                                               |                       | Raportează eroare |
| HD-III-m-B-03482                                   | Bustul lui Crișan | sat Crișan; comuna Ribița                                                           | 50, în curtea casei memoriale 46.17023°N 22.79939°E | 1934 Marcel Olinescu (en) (sculptor)                                |                       | Raportează eroare |
| HD-III-m-B-03483                                   | Bustul lui Ovid Densușianu | sat Densuș; comuna Densuș                                                           | În centru | sec. XX                                                             |                       | Raportează eroare |
| HD-III-m-B-03485                                   | Monumentul închinat revoluționarilor de la 1848                                                                                          | sat Vălișoara; comuna Vălișoara                                                     | 46.04583°N 22.83302°E | 1934                                                                | Încarcă foto \| video | Raportează eroare |
| HD-III-m-B-03486                                   | Monumentul „Buzdugan” | sat Zeicani; comuna Sarmizegetusa                                                   | 45.506°N 22.725°E | 1886                                                                |                       | Raportează eroare |
| HD-IV-m-B-03487                                    | Troiță de lemn în memoria ostașului român                                                                                                | sat Almaș-Săliște; comuna Zam                                                       | | 1942 - 1945                                                         | Încarcă foto \| video | Raportează eroare |
| HD-IV-m-B-03488                                    | Casa natală Aurel Vlaicu | sat aparținător Aurel Vlaicu; oraș Geoagiu                                          | 177 | 1880                                                                | Alte imagini          | Raportează eroare |
| HD-IV-m-B-03489                                    | Troiță de lemn în memoria eroilor din primul război mondial                                                                              | sat Boiu de Jos; comuna Gurasada                                                    | | 1916 - 1918                                                         | Încarcă foto \| video | Raportează eroare |
| HD-IV-m-B-03490                                    | Troiță | sat Buceș; comuna Buceș                                                             | 46.18955°N 22.93463°E | 1934                                                                | Încarcă foto \| video | Raportează eroare |
| HD-IV-m-B-03491                                    | Casa natală Crișan (Marcu Giurgiu) | sat Crișan; comuna Ribița                                                           | 50 46.17044°N 22.79962°E | sec. XVIII, reconstruită 1978                                       | Alte imagini          | Raportează eroare |
| HD-IV-m-B-03492                                    | Troiță | sat Crișcior; comuna Crișcior                                                       | Calea Zarandului 46.12236°N 22.86156°E | 1934                                                                |                       | Raportează eroare |
| HD-IV-m-B-03493                                    | Troiță | sat Curechiu; comuna Bucureșci                                                      | 46.09605°N 22.97006°E | 1934                                                                | Încarcă foto \| video | Raportează eroare |
| HD-IV-m-B-03494                                    | Cruce memorială | sat Ghelari; comuna Ghelari                                                         | | 1916 - 1918                                                         | Încarcă foto \| video | Raportează eroare |
| HD-IV-m-B-03495                                    | Troiță | sat aparținător Mesteacăn; municipiul Brad                                          | Parcarea de lângă DN79 46.15369°N 22.7649°E | 1934                                                                | Încarcă foto \| video | Raportează eroare |
| HD-IV-m-B-03496                                    | Troiță | sat Mihăileni; comuna Buceș                                                         | 46.1839°N 22.89248°E | 1934                                                                |                       | Raportează eroare |
| HD-IV-m-B-03497                                    | Cruce de piatră | sat Ormindea; comuna Băița                                                          | | sec. XVIII                                                          | Alte imagini          | Raportează eroare |
| HD-IV-m-B-03498                                    | Casa natală I. D. Sârbu | oraș Petrila                                                                        | Str. Zorile 6 | 1870                                                                | Încarcă foto \| video | Raportează eroare |
| HD-IV-m-B-03499                                    | Troiță | sat Ribița; comuna Ribița                                                           | 46.17124°N 22.76806°E | 1934                                                                | Încarcă foto \| video | Raportează eroare |
| HD-IV-m-B-03500                                    | Cruce de piatră | sat Târnăvița; comuna Brănișca                                                      | La E de biserică, la intersecție | post 1918 - ante 1945                                               | Încarcă foto \| video | Raportează eroare |
| HD-IV-m-A-03501                                    | Mormântul lui Avram Iancu | sat Țebea; comuna Baia de Criș                                                      | 339, lângă biserica ortodoxă 46.16821°N 22.73588°E | sec. XIX                                                            | Alte imagini          | Raportează eroare |
| HD-IV-m-B-03502                                    | Gorunul lui Horea | sat Țebea; comuna Baia de Criș                                                      | 339, lângă biserica ortodoxă 46.16801°N 22.73589°E | sec. XVIII                                                          | Alte imagini          | Raportează eroare |
| HD-IV-a-B-03503                                    | Cimitirul eroilor | sat Țebea; comuna Baia de Criș                                                      | 339 46.16821°N 22.73588°E | post 1848; 1916 - 1918; 1942 - 1945                                 |                       | Raportează eroare |